# 美因河畔法兰克福
美茵河畔法蘭克福，簡稱法蘭克福，是德國第五大城市，是黑森州人口最多的城市（约76万人）。
法蘭克福是歐洲大陸商業、文化、教育、旅遊和交通樞紐的重要都市，也是許多全球和歐洲公司總部、教育機構的所在地。它是全球化與世界城市研究網絡評定的德國的全球化程度最高的城市（阿爾法級）。按照美世生活質素調查，法蘭克福已連續十年以上，作為世界宜居城市第七名（在德國仅次于慕尼黑、杜塞多夫）。
法蘭克福與鄰近的同位於美因河上的奧芬巴赫市人口共有230萬。以法蘭克福為中心的莱茵-美因城市群擁有近550萬人口，是德國僅次於萊茵-魯爾區的第二大都會區。法蘭克福的中央商務區位於歐盟地理中心下弗蘭肯行政區加德海姆西北約90公里（56 英里）處。
法蘭克福過去曾是一個城邦，近五個世紀來曾是神聖羅馬帝國和德意志邦聯的自由市，是神聖羅馬帝國最重要的城市之一。法蘭克福是歌德的誕生地，這位德國最受景仰的人文思想家及作家的名字與德意志文化的傳承及傳播緊緊相連。法蘭克福大學即以歌德為大學命名，德國政府也在世界各地成立「歌德學院」致力於德語文化教學。歌德在德語文化世界具備國粹瑰寶的地位，讓這座城市始終散發著與有榮焉的光彩。
由於法蘭克福曾經是前西德的地理中心，萊茵-美茵國際機場藉此優勢成為了德國規模最大的商用民航機場，欧洲重要的航空中转站，也是漢莎航空的主要基地。德國中央火車站，由於同樣的原因，為德國客運量第二大的火車站，僅次於漢堡中央火車站。法蘭克福互通交流道則是歐盟境內最繁忙的交流道，每天32萬車次通過。

## 名称
德国有两个法兰克福，一个在美因河畔，廣為眾人所知。另一个在位於德國東部，與波蘭的國界線奥得河上，即奥得河畔法兰克福。
法兰克福（德语：Frankfurt）在古法兰克语和拉丁语中写作“Franconofurd”或“Francorum vadus”。Frank指法兰克人，是古日耳曼人的一支，“Furt”在德语中是浅滩的意思。美因河畔的法兰克福意为“法兰克人在美因河畔涉水而过的地方”。
相传「歐洲之父」查理曼与萨克森人征战时，在漫天大霧中打了敗仗，退到美因河畔。由於找不到當地嚮導，無法瞭解河道深淺，大軍不敢貿然渡河。正在躊躇之際，看見一隻鹿走到岸邊，輕而易舉的涉水而過。查理大喜，揮軍渡河，局勢轉危為安。為了紀念這段經歷，查理大帝下令在當地建造一座城市，取名為「法蘭克福」。

## 歷史

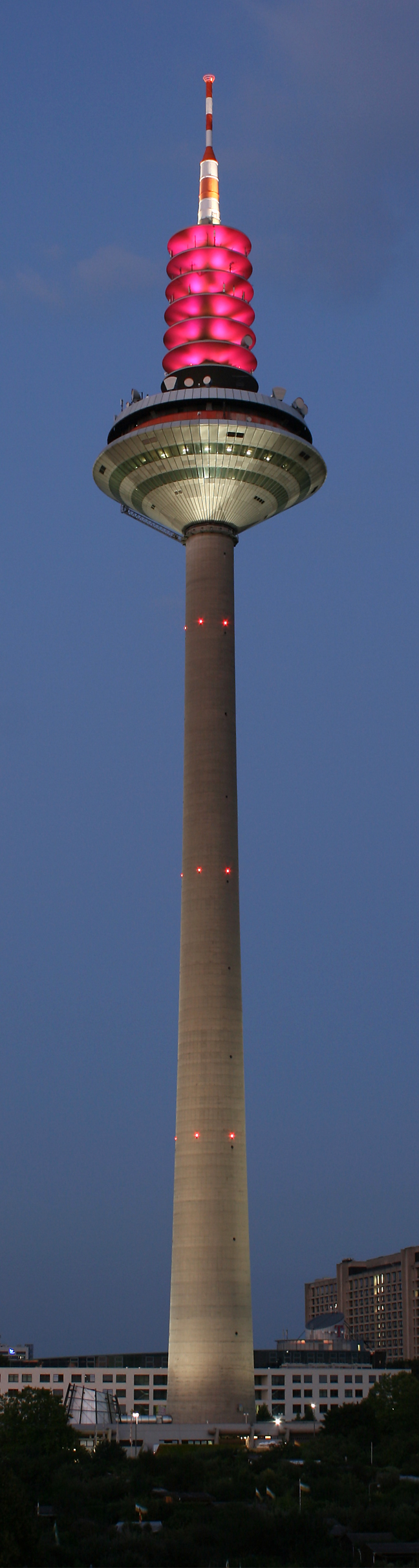
歐洲之塔

自中世纪起，法兰克福即为德国的重要城市。公元794年时，法兰克福被授予帝国自由城市的地位。1815年，法兰克福自由市成为德意志邦联的政治中心。在1848年革命时期，法兰克福国民议会在圣保罗教堂召开，寫下德意志史上第一部民主憲法：保羅教堂憲法。在普奥战争中，与奥地利结盟的法兰克福被普鲁士王国吞并后，在1866年失去作為獨立城邦的主权。1875年时，法兰克福居民突破十万人，1928年时则已超过50万人。
至今，法兰克福是一个民族多元化的城市，许多大型企業和跨国公司將總部選址於此，一半以上的人口有着移民背景，而四分之一的人口为外国公民。德國聯邦銀行、歐洲中央銀行、法蘭克福證券交易所也設立在此，法蘭克福因而掌握了全德國乃至全歐洲的鉅大財富，成為歐盟的国际金融中心，以及實質上的經濟首都，還有「美因河畔曼哈頓」之別稱（"Main"hattan 或 Manhattan am Main）。

### 8世紀
西元794年，法蘭克福作為查理大帝的行都，首次載入史冊。此後，法蘭克福依據其特殊的地理位置，一直在德意志的政治舞台發揮著重要作用。

### 12世紀
1152年，來自德意志各邦國以及教會的諸位選帝侯首次在法蘭克福集會，推選綽號「巴巴羅莎」（意為紅鬍子）的腓特烈一世為神聖羅馬帝國皇帝。

### 13世紀
法蘭克福開始發展成重要的商業城市。1240年，城市取得腓特烈二世特許狀，舉辦第一屆法蘭克福商業博覽會。

### 14世紀
1330年起，法蘭克福商業博覽會成為國際性的展會。1356年，卡爾四世頒佈「金璽詔書」正式規定法蘭克福為推選神聖羅馬皇帝的法定城市。

### 16－18世紀
1562年起，法蘭克福取代亞琛成為神聖羅馬皇帝的加冕地，直到神聖羅馬帝國覆滅。前後共有10位皇帝在法蘭克福大教堂加冕稱帝，因此法蘭克福大教堂在德文中又稱作「皇帝大教堂」（Kaiserdom St. Bartholomäus）。

### 19世紀
1816到1866年間，法蘭克福是德意志邦聯的首都以及邦聯議會的所在地。1848年，成為法蘭克福國民議會所在地，在法蘭克福聖保羅教堂寫下德意志史上第一部民主憲法，史稱「保羅教堂憲法」。1866年，普奧戰爭中被普魯士佔領，布拉格條約後，被普魯士併入黑森-拿騷省，結束了法蘭克福自由市的獨立城邦時代。1871年，普法戰爭結束，法國戰敗，日爾曼全境統一為德意志帝國，雙方在此簽訂法蘭克福條約，由德國併吞今法國洛林、亞爾薩斯等地。

### 20世紀
第二次世界大戰中，法蘭克福遭受33次嚴重的轟炸，史稱法蘭克福轟炸，80％的建築物付之一炬，千年古城變成一片廢墟。戰後，在馬歇爾計畫復興歐洲的支持下，法蘭克福獲得再造。戰後的法蘭克福與德國其他城市相同，僅重建少部分極具歷史代表性的建物，例如皇帝大教堂及市政廳所在的羅馬廣場，其餘城市建設皆為新造。

## 城市發展
法蘭克福仅次于柏林、漢堡、慕尼黑、科隆，是德國第五大城，城区拥有約73万2688人，含周边城镇約有230万人，而整個法蘭克福萊茵-美茵都會區則約有五百万人口，是德国仅次于莱茵-鲁尔的第二大都會区。由於位居德國中部，法蘭克福也成為重要的交通枢纽。法兰克福火车总站为德国流量第二大的火车站。

### 人口規模
德國是歐盟境內人口最多的國家，卻沒有如同英國倫敦、法國巴黎、俄國莫斯科那樣上千萬人高度集中的大城市，德國第一大城柏林僅有350萬人口，整體而言德國城鄉發展較為均衡。在西部的鲁尔工业区，城市的发展只是以埃森为中心的小型城市群，中间夹杂着绿地和农田。包括多特蒙德、波鸿、杜伊斯堡等密集的城市群，共同形成一个都會區。除了上述的鲁尔区，就一般意义的城市而言，法兰克福的人口規模大約70萬人，在德国僅排名第五位。依序在柏林、漢堡、慕尼黑、科隆之後。

### 國際博覽會之都
自從1240年，城市取得腓特烈二世特許狀，舉辦第一屆法蘭克福商業博覽會以來，法蘭克福已經擁有800年的會展歷史。現今，每年在法蘭克福舉辦的大型博覽會大約有15場，已經成為人們瞭解世界，以及世界瞭解德國的重要窗口。憑藉德國最大空港法蘭克福國際機場的交通之便，法蘭克福作為世界的博覽會之都（Internationale Messestadt），始終歷久彌新。著名的博覽會例如法蘭克福書展、法蘭克福車展。

## 建築景觀

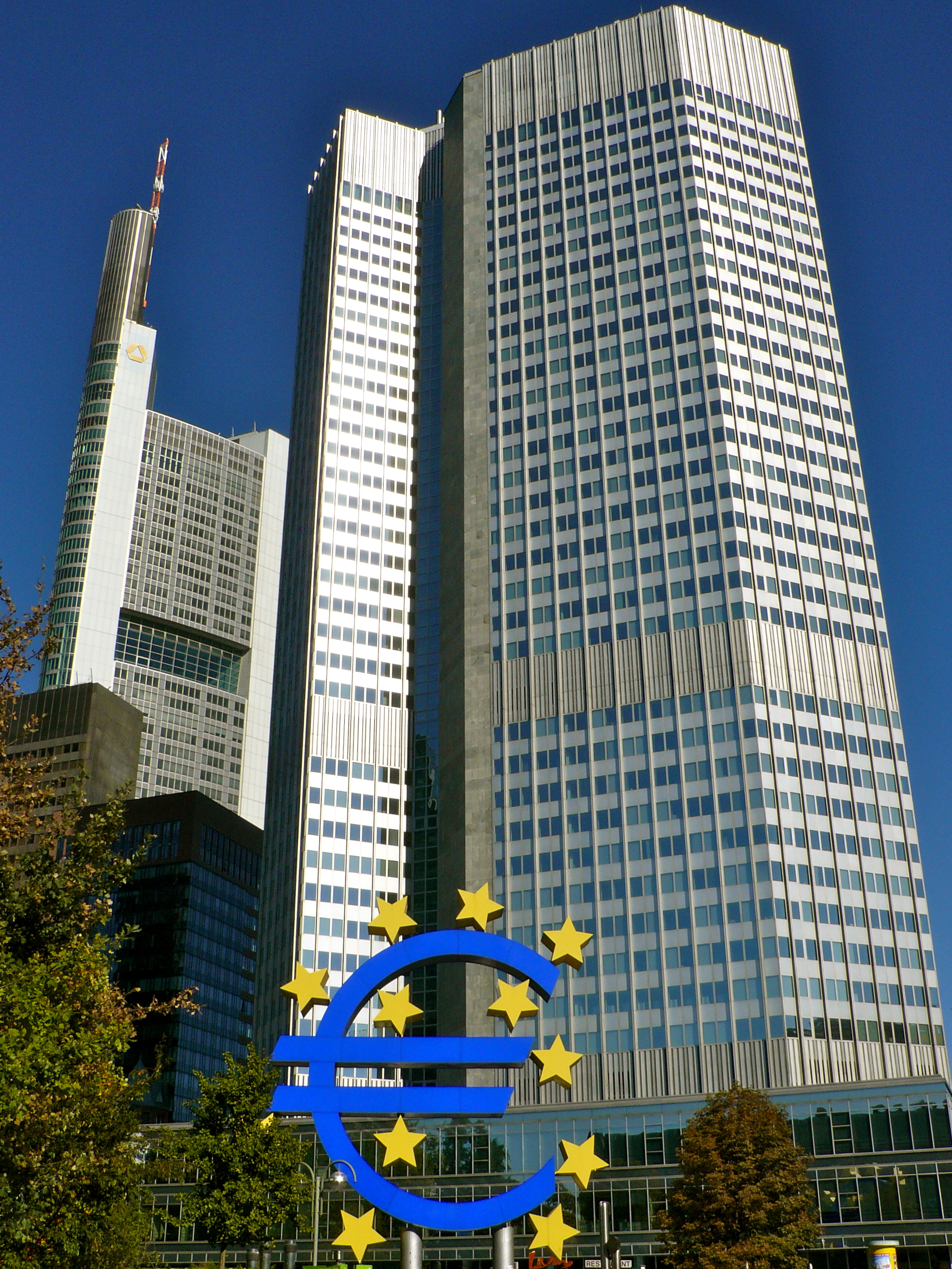
位於法蘭克福的歐元塔 (法蘭克福)：歐洲央行總部舊大樓

### 從戰火中重生
戰火無情，法蘭克福在二戰中遭受33次的慘烈空襲，城中原本大片的古典建築有80%付之一炬，千年古城變成一片廢墟，僅有少數倖存。戰後，少數建築回復舊觀，以體現其歷史文化的代表性，例如歌德故居、法蘭克福火車總站、衛戍大本營、羅馬廣場、法蘭克福大教堂、法蘭克福聖保羅教堂等處。其餘被炸毀的部份，多重新起造為新式建築。

### 摩天大樓之都
與亞洲新興國家和美國相比，歐洲並不流行興建摩天大樓。歐洲城市的建築風貌多以形式古樸典雅為主，往往只有哥德式大教堂才有著高聳入雲的尖塔，象徵把生民的祈禱傳入上帝的天聽。然而二戰期間盟軍的轟炸將市中心大部分古蹟夷為平地，又隨著法蘭克福經濟高度發展，現代化高樓於是無所忌憚拔地而起，讓僅有70萬人口的法蘭克福成了少數擁有摩天大樓，而且密度也最高的歐洲城市。著名的現代建物，例如：德意志銀行雙塔、商業銀行大廈、歐元塔、歐洲之塔。
其中，歐洲之塔為德國第二高的人造建物，高度僅次於柏林電視塔。商業銀行大廈則為德國第一高樓。法蘭克福的摩天大樓建築群，既是戰爭恥辱的印記，也是德國重新站立起來的象徵。

### 多姿的城市地景
走在今天的法蘭克福，最有特色的畫面視角莫過於傳統建築背後映著現代化的摩天大樓，這常讓法蘭克福的建築景觀給人新舊相遇的空間感。美因河畔這座城市的天際線，也因為這樣新舊交錯的歷史偶遇，在歐洲地景上顯得分外跌宕精采。

## 金融產業
金融业是法兰克福的支柱产业，擁有324家銀行，欧洲中央银行和德国联邦银行也都坐落在法兰克福，實質上為德國及歐盟的經濟首都；法兰克福证券交易所是世界最大的证券交易所之一，如今经营德国超過90%的股票交易。根據歐洲城市觀察（European City Monitor）機構的報告，自20世紀90年代後，法蘭克福常年仅次於倫敦與巴黎，在歐洲最重要城市的排名中位居第三。

## 文化生活

### 博物館群
法蘭克福擁有為數眾多的博物館，主要沿著水岸林立，形成舉世聞名的法蘭克福博物館河岸。
美因河左岸，順流而下分別是：
- 圖像博物館（德语：Ikonen-Museum）**
- 應用藝術博物館（法蘭克福）**
- 世界文化博物馆**
- 德國電影博物館**
- 德國建築博物館**
- 通訊博物館（前身：聯邦郵政博物館 Bundespostmuseum）
- 施泰德藝術館
- 立比克之屋（德语：Liebieghaus）（雕塑博物館）
- 季爾緒博物館（德语：Museum Giersch）**（展出主題以文化與藝術史為主，並於2015年一月起轉讓給法蘭克福大學經營30年，而更名為「大學附屬季爾緒博物館」。）

美因河北岸，靠近老城內的博物館則主要為：
- 歌德故居博物館（德语：Goethe-Haus）
- 歷史博物館（法蘭克福）（德语：Historische Museum）**
- 諷刺藝術博物館（德语：Caricatura Museum für Komische Kunst）**
- 法蘭克福席恩藝術中心（德语：Schirn Kunsthalle Frankfurt）
- 法蘭克福考古學博物館（德语：Archäologisches Museum Frankfurt）**（前身：本土史前與上古博物館 Museum für heimische Vor- und Frühgeschichte）
- 現代藝術博物館（法蘭克福）**
- 猶太博物館（德语：Jüdische Museum）**（包含Museum Judengasse am Börneplatz分館（德语：Frankfurter Judengasse）**）
- 城市故事館（德语：Institut für Stadtgeschichte (Frankfurt am Main)）**
- 兒童博物館**

此外，位於城市西邊博肯區的森根堡自然博物館，展出地質與生物多樣性的主題，有大型的恐龍骨骼展示，經常獲得小朋友們喜愛，是德國僅次於柏林的第二大自然博物館。
林林總總，法蘭克福的博物館數量超過50座。法蘭克福旅遊發展局特別為此推行「博物館卡」，方便遊客參觀。 此外，博物館群在每年四月的最後一個星期六聯合舉辦「博物館群之夜」，延長開放時間至凌晨，甚至通宵，且推出內容不一的優惠活動，是城市重要的年度活動。
- 場館名稱加註「**」，表示持有法蘭克福大學歌德卡（Goethe-Card）可免費參觀。

### 公園綠地
- 法蘭克福棕櫚園**，是德國最大的植物園，與法蘭克福大學城西校總區、綠堡公園（德语：Grüneburgpark）以及法蘭克福植物園（德语：Botanischer Garten Frankfurt am Main）相連成蔭，共同形成一個規模龐大的城市綠地。
- 法蘭克福植物園（德语：Botanischer Garten Frankfurt am Main），原為法蘭克福大學經營管理的植物園，經營權已於2011年底結束而移交給市政府管轄，免收入園費。
- 法蘭克福動物園，位於時尚購物走廊「采爾大道」（Zeil）東端。1858年，在地方鄉紳望族的資助下，由法蘭克福動物學會成立，是德國第二座動物園。德國首座動物園在1844年設於柏林。
- 東園（德语：Ostpark Frankfurt am Main），位於歐洲央行新廈以及法蘭克福東站（德语：Bahnhof Frankfurt (Main) Ost）的東區碼頭（德语：Frankfurter Osthafen）附近，是當地人假日休閒的好去處，也是本市少數擁有大型水塘的公園。東園屬於法定法蘭克福綠帶（德语：Frankfurter_Grüngürtel）的一部分，這個法定綠帶在1991年被訂入黑森邦憲法，成為世界上第一個具有憲法位階的公共綠帶。
- 綠園道（Anlage）是法蘭克福城市景觀的一項特色，其將法蘭克福城牆舊緣（德语：Wallanlagen (Frankfurt am Main)）分為六段名稱不同的綠帶，大致以「ㄇ」字型圍繞在市中心的東、北、西三面，彷若綠色城牆，南面即為美因河岸碼頭區。

### 藝文活動
法蘭克福擁有兩座主要表演藝術場所，其一是位在陶努斯園道（Taunusanlage）上的老歌劇院，主要以古典音樂的演奏或歌劇為主。落成於1880年的老歌劇院本身也是建築藝術的瑰寶，仿巴黎歌劇院的形式，把古希臘、後文藝復興、巴洛克等風格完美融合。享譽歐洲的法蘭克福廣播交響樂團是老歌劇院的常客。
另一則是在欧元塔旁，维利·勃兰特广场上的法蘭克福表演廳，內容主要為話劇、舞台劇等。此外，位於相同廣場的另一邊還有英語戲院，播映英語電影給不同需求的觀眾。

### 飲食
法蘭克福的特色食物有蘋果酒、青醬炸豬排，以及法蘭克福腸等等。美因河左岸的住商混合區「薩克森町」是蘋果酒的故鄉，氣氛悠閒，提供各樣餐點的德式餐廳及小酒吧林立，其中不乏經營百年的老店，不但本地饕客流連，外來遊客也常慕名而至。

### 體育
足球在德國受到廣大喜愛，法蘭克福也擁有兩支歷史悠久的足球隊，分別是目前德乙的FSV法蘭克福，以及目前德甲的法蘭克福足球會。德国足协总部设在法兰克福。

### 夜生活與性產業

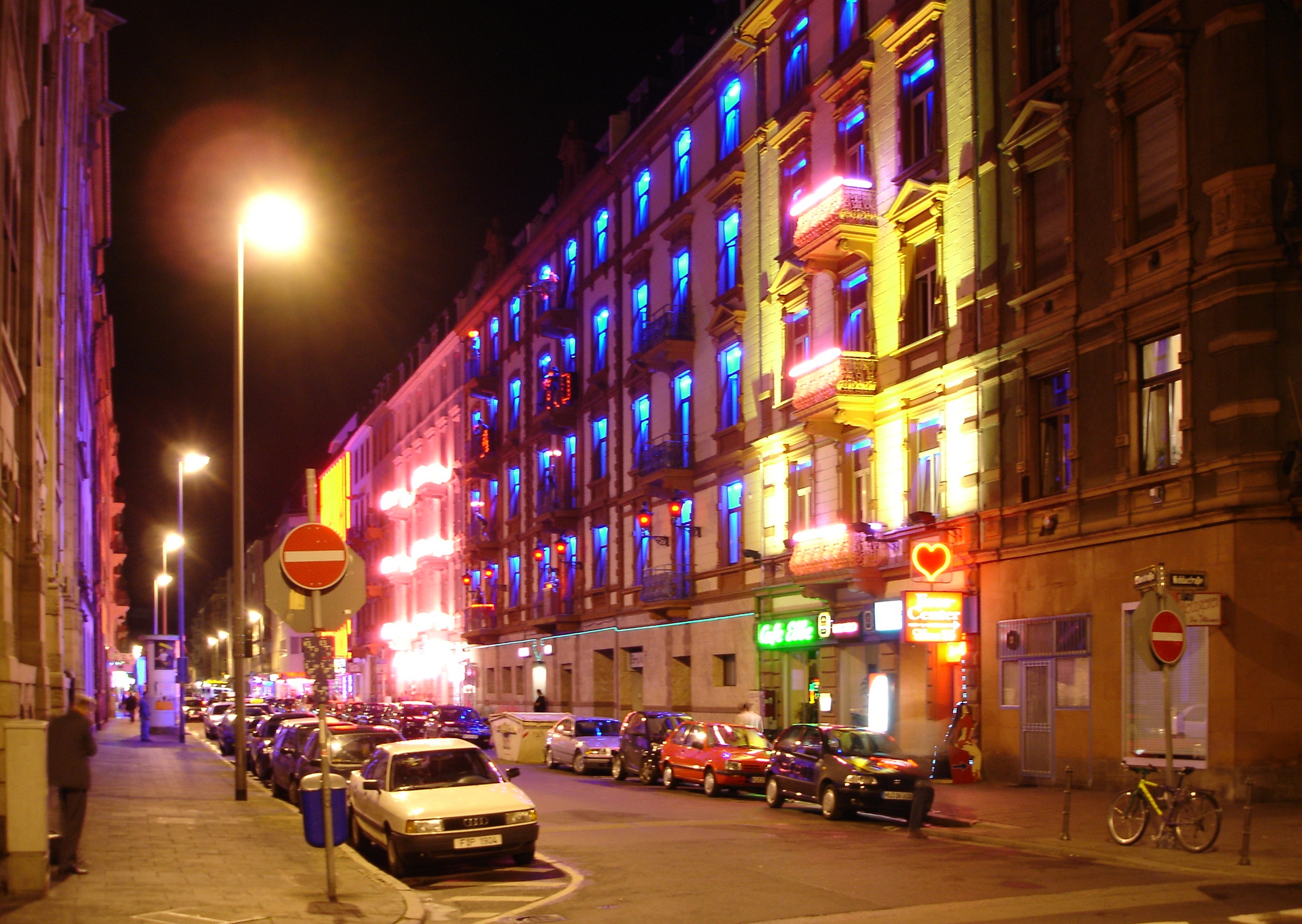
紅燈區

法蘭克福火車總站正前方的皇帝街（Kaiserstraße）是夜生活與性產業的聚集地之一。性產業的服務對象，依店家不同，對異性戀、同性戀、雙性戀或各種性偏好的客層提供。

### 多元文化
法蘭克福儘管是以商業、金融為主要產業活動的城市，但正因外來人口與種族匯聚於此，也不乏多元文化的活力。同志LGBT社群在法蘭克福雖然不若柏林、科隆那樣奔放聞名，但法蘭克福仍致力打造同志LGBT友善城市的環境。

## 高等教育
- 德意志國家圖書館（Die Deutsche Nationalbibliothek）位於法蘭克福，所有1945年以後出版的德文出版品都須提交至此預編書目，有「德國最大書櫥」之稱。
- 法蘭克福應用科技大學（Fachhochschule Frankfurt am Main University of Applied Sciences） （页面存档备份，存于）。
- 法蘭克福高等音樂與表演藝術學院（Hochschule für Musik und Darstellende Kunst Frankfurt am Main） （页面存档备份，存于）坐落在位于中心地区的Eschersheimer Land大街。
- 法蘭克福大學（Geothe Universität Frankfurt am Main）創辦於1914年，是德國中部與西南部規模最龐大的大學，也是全國最有名望的大學之一。最初稱作「市民大學」（德語：Die Bürgeruniversität），原因是在成為普魯士的國立大學之前，法蘭克福大學早已由當地鄉紳望族與知識份子募資籌建。1950年代以後，新馬克思主義學者們在法蘭克福大學大放異彩，「法蘭克福學派」之名不脛而走，成為二十世紀後半葉影響世界政治、經濟、法律、社會重要的批判思潮。在歐洲大學史上相對年輕的法蘭克福大學，在2014年才正式迎來百年校慶。

法蘭克福大學（Geothe Universität Frankfurt am Main）校總區

.

## 氣候
法蘭克福位在德國西部，屬於溫帶海洋性氣候，冬暖夏涼，日溫差和年溫差較小，降水年內分配較均勻，少日照。
| Frankfurt/M-Flughafen (1961-1990) | Frankfurt/M-Flughafen (1961-1990) | Frankfurt/M-Flughafen (1961-1990) | Frankfurt/M-Flughafen (1961-1990) | Frankfurt/M-Flughafen (1961-1990) | Frankfurt/M-Flughafen (1961-1990) | Frankfurt/M-Flughafen (1961-1990) | Frankfurt/M-Flughafen (1961-1990) | Frankfurt/M-Flughafen (1961-1990) | Frankfurt/M-Flughafen (1961-1990) | Frankfurt/M-Flughafen (1961-1990) | Frankfurt/M-Flughafen (1961-1990) | Frankfurt/M-Flughafen (1961-1990) | Frankfurt/M-Flughafen (1961-1990) |
| 月份                              | 1月                               | 2月                               | 3月                               | 4月                               | 5月                               | 6月                               | 7月                               | 8月                               | 9月                               | 10月                              | 11月                              | 12月                              | 全年                              |
| --------------------------------- | --------------------------------- | --------------------------------- | --------------------------------- | --------------------------------- | --------------------------------- | --------------------------------- | --------------------------------- | --------------------------------- | --------------------------------- | --------------------------------- | --------------------------------- | --------------------------------- | --------------------------------- |
| 日均气温 °C（°F）                 | 0.7 (33.3)                        | 1.8 (35.2)                        | 5.2 (41.4)                        | 9.2 (48.6)                        | 13.7 (56.7)                       | 17.1 (62.8)                       | 18.9 (66.0)                       | 18.3 (64.9)                       | 14.8 (58.6)                       | 9.8 (49.6)                        | 4.7 (40.5)                        | 1.8 (35.2)                        | 9.7 (49.5)                        |
| 平均降水量 mm（）                 | 43.8 (1.72)                       | 39.8 (1.57)                       | 51.1 (2.01)                       | 51.5 (2.03)                       | 61.3 (2.41)                       | 70.2 (2.76)                       | 63.0 (2.48)                       | 64.8 (2.55)                       | 48.3 (1.90)                       | 50.5 (1.99)                       | 59.4 (2.34)                       | 54.1 (2.13)                       | 657.8 (25.90)                     |
| 月均日照時數                      | 40.9                              | 74.9                              | 116.4                             | 162.6                             | 206.5                             | 209.4                             | 224.5                             | 203.9                             | 157.5                             | 102.5                             | 48.4                              | 38.5                              | 1,586.1                           |
| 来源：Deutscher Wetterdienst      |                                   |                                   |                                   |                                   |                                   |                                   |                                   |                                   |                                   |                                   |                                   |                                   |                                   |

## 交通

### 航空交通
在航空交通方面，法蘭克福萊茵-美因國際機場是德國規模最大的商用民航機場，也是世界最大的機場之一。法蘭克福機場與綿密的歐洲空中交通網緊密聯繫，提供飛往歐洲大小城市的航班。此外，幾乎所有直飛歐洲的洲際長程航班，也都在法兰克福設有航點。法兰克福因此聚集了世界各地的航空公司和旅店，包括来自世界各地的旅游者，以及過境轉機的旅客。德國漢莎航空即以法蘭克福國際機場為樞紐機場。
法蘭克福機場距離市中心僅僅12分鐘車程，擁有兩座鐵路車站，交通極其便利。然而距離市區太近，既是優勢也是劣勢。隨著萊茵-美因都會區的經濟發展，和法蘭克福國際金融與會展之都的交通需求，機場當局已經增闢西北跑道，而增建第三航廈也早已在腹案之中。不過機場所帶來的噪音與各種管制，讓萊茵-美因都會區部份處在飛機航道上的縣市，尤其是黑森邦大蓋勞縣以及萊茵邦美因茲市，怨聲載道。自增建第二航廈及西北跑道的年代起，部分居民與政黨即要求停止擴建機場，第三航廈的增建工作仍在爭議重重中勉強開工，已經成為每次地方選舉的重要議題。

### 市內交通
法蘭克福有兩座主要鐵路車站，分別是美因河北岸的法蘭克福火車總站（中央車站），以及美因河左岸的法蘭克福南站，來自國內外各地的旅客通常經此二站進出法蘭克福。市區交通提供多條路線的服務，包括萊茵-美因城市快鐵（S-Bahn）9條、法蘭克福地鐵（U-Bahn）8條、路面輕軌電車（Straßenbahn）11條，以及巴士等多种，通常有清楚的时间表。路线查询可參閱萊茵美因交通公司RMV官方网站 （页面存档备份，存于）。
以下為市區交通的五大轉運站：
- 法蘭克福火車總站（中央車站，德語：Frankfurt am Main Hbf）：本站作為整個「法蘭克福╱萊茵-美因都會區」公共交通的樞紐，承擔國際、遠距、短途，以及所有城市快鐵列車（S1到S9號線）的流通，因此除了地鐵 U4、5號線，其他多數地鐵路線在設計上均刻意避開此站，而透過其他轉乘車站分擔總站已經繁重的交通流量。
- 法蘭克福南站（Südbahnhof）：本站為綜合型車站，是南北向地鐵 U1、2、3、8號線的共同終點站，有城市快鐵 S3、4號線經過。可在此轉乘路面輕軌電車14、15、16、19號線深入美因河左岸各區，或者轉搭遠程火車，前往柏林、萊比錫、科隆、慕尼黑、維也納、巴塞爾等國內外城市。
- 法蘭克福衛武營站（Hauptwache）：位於法蘭克福時尚購物走廊采爾大道（Zeil）西端，車上廣播雙名並唱，車站部分指標亦雙名並列。本站為雙鐵共構（地鐵+快鐵），是南北向地鐵 U1、2、3、8號線及東西向地鐵 U6、7號線的交會站，並有城市快鐵 S1、2、3、4、5、6，以及 S8、S9號線經過，可相互轉乘。
- 法蘭克福炮武營站（Konstablerwache）：位於法蘭克福時尚購物走廊采爾大道（Zeil）東端，車上廣播雙名並唱，車站部分指標亦雙名並列。本站為三鐵共構（地鐵+快鐵+路面輕軌），是東西向地鐵 U4、5、6、7號線的交會站，有城市快鐵 S1、2、3、4、5、6，以及 S8、S9號線經過，可在此轉乘路面輕軌電車12及18號線。本站每日旅客流量，僅次於法蘭克福中央車站。
- 维利·勃兰特广场车站（德语：U-Bahnhof Willy-Brandt-Platz）（Willy-Brandt-Platz）：本站為雙鐵共構（地鐵+路面輕軌），無快鐵經過，是南北向地鐵 U1、2、3、8號線及東西向地鐵 U4、5號線的交會站，可在此轉乘路面輕軌電車11及12號線。

從法蘭克福門戶的萊茵-美因國際機場進入市區，搭乘城市快鐵S8或S9號線往哈瑙(Hanau)方向，約15分鐘即可抵達中央車站。繼續搭乘亦能抵達豪普特-瓦赫車站，以及空斯塔布勒-瓦赫車站，於各站轉乘其他路線。
路面輕軌電車11號線，連通中央車站、维利·勃兰特广场、羅馬廣場等最重要的城市景點，成為初次到訪法蘭克福的旅客最便利的交通路線。

## 外事關係

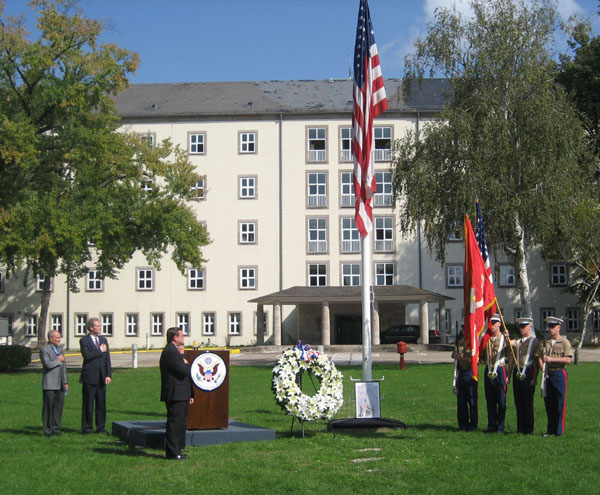
位於法蘭克福北區的美國駐法蘭克福總領事館為全球最大的美國領事館。

### 外國代表處
截至2013年12月，法蘭克福境內共有108座外國總領事館和領事館，成為全世界外交代表機構最多的非首都城市之一。當中美國駐法蘭克福總領事館還是全球規模最大的美國海外領事館，甚至大於絕大多數的美國大使館。

## 著名人物
- 約翰·沃爾夫岡·馮·歌德，德国文學家，在法兰克福出生。
- 漢斯·季默（Hans Zimmer），知名好萊塢電影音樂製作人、作曲家，在法蘭克福出生。
- 狄奧多·阿多諾，德國社會學家、哲學家和音樂家，在法蘭克福出生。
- Christine Schäfer，著名女高音歌唱家，在法蘭克福出生
- 安妮·法蘭克，法蘭克福出生的猶太裔少女，《安妮日記》作者。

## 圖片

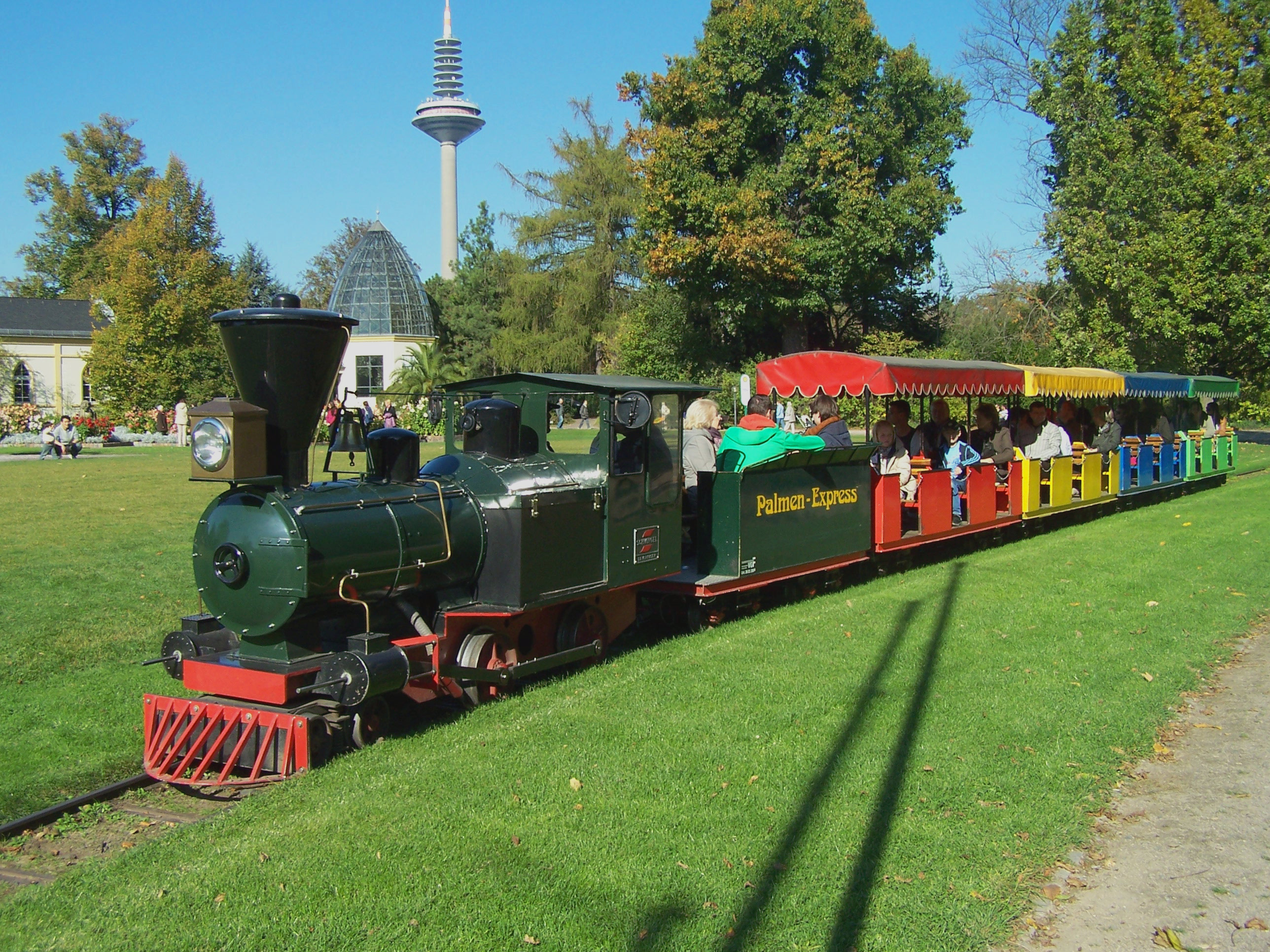
法蘭克福棕櫚園內的「棕櫚快車」（Palmen-Express）
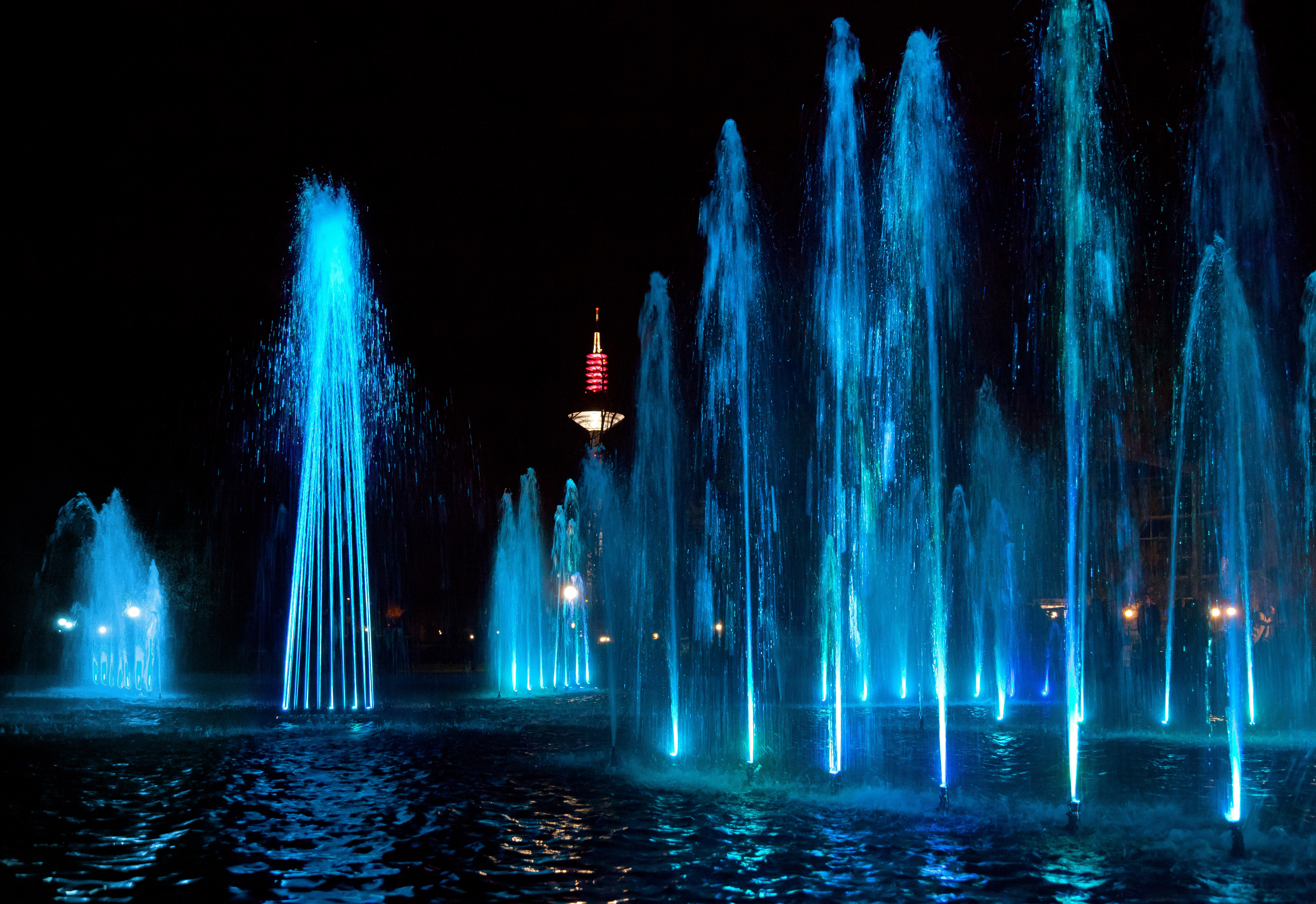
法蘭克福棕櫚園內的水舞夜景，後方映著歐洲之塔
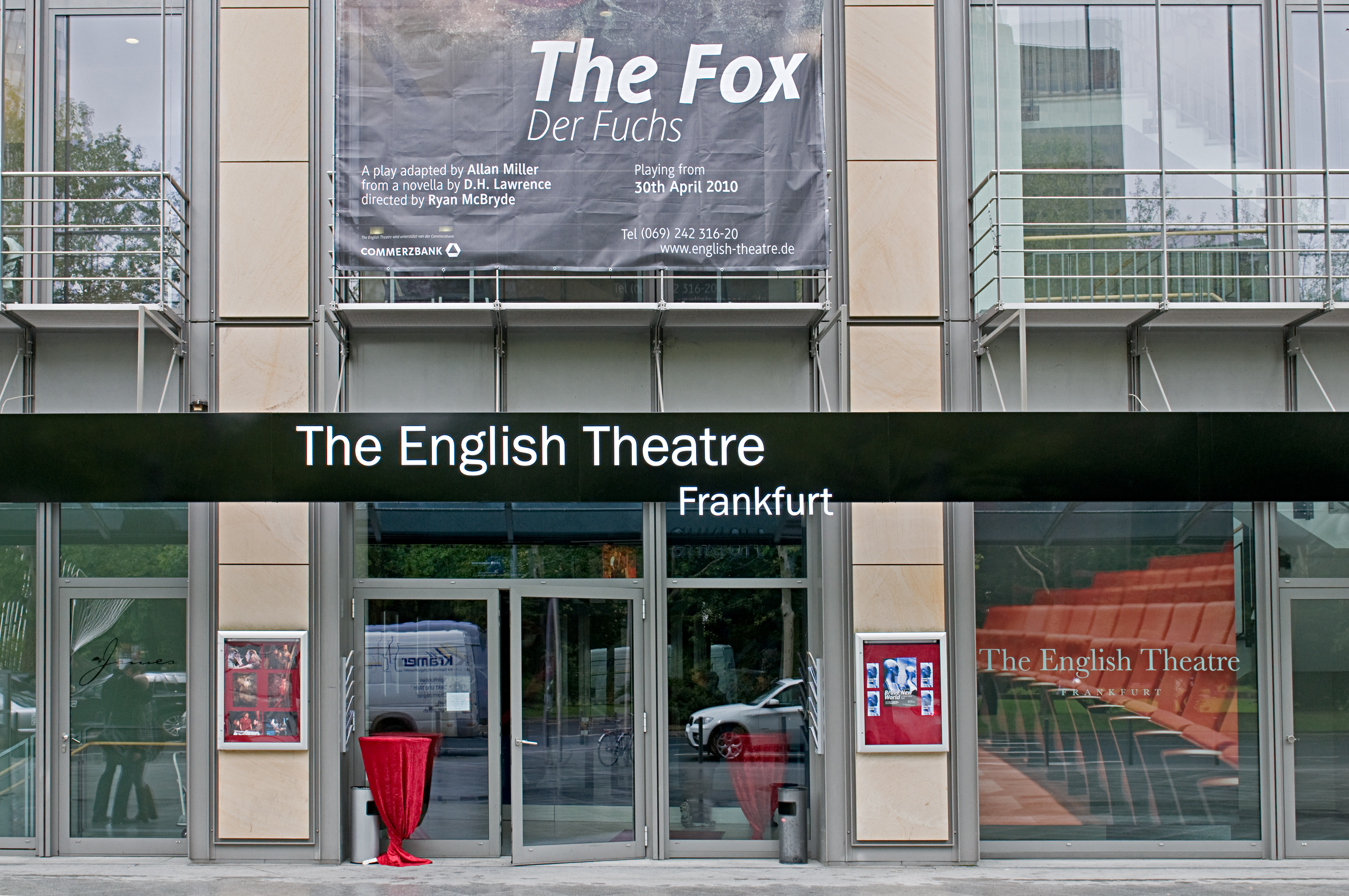
法蘭克福英語戲院
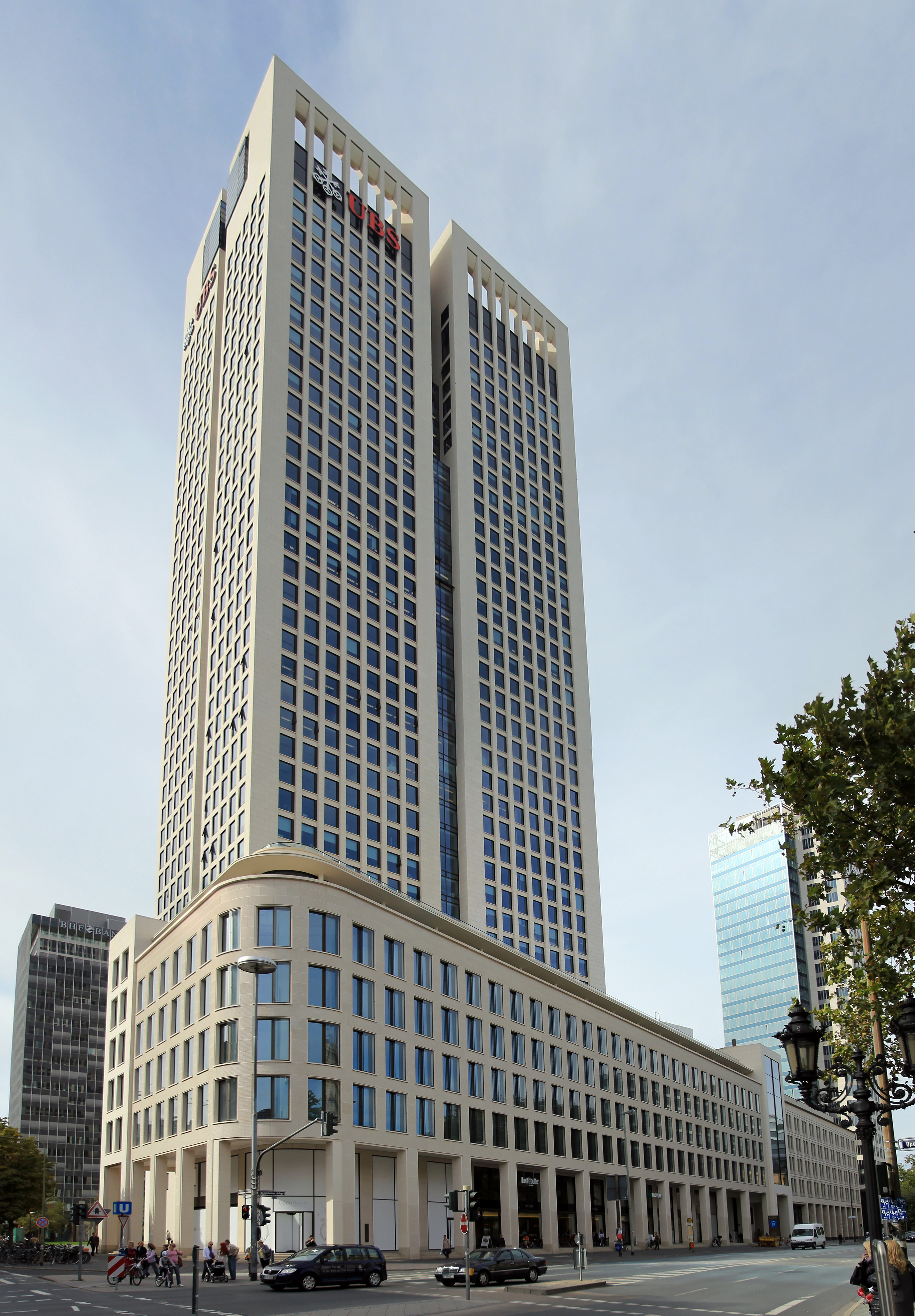
瑞銀集團德國總部
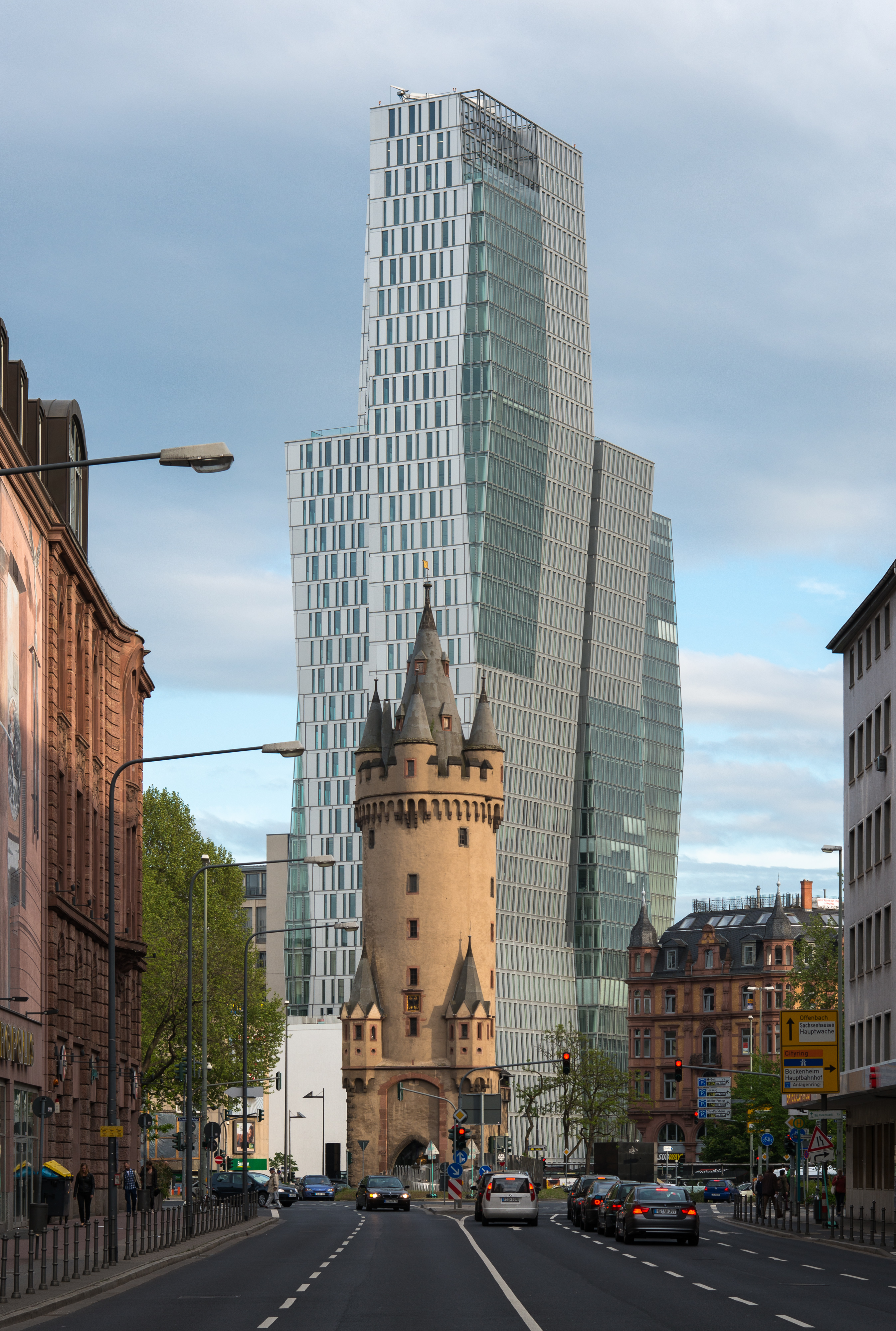
愛舍海默塔（德语：Eschenheimer Turm）與宮殿區（德语：Palais Quartier）後方的杜拜帆船飯店法蘭克福分店
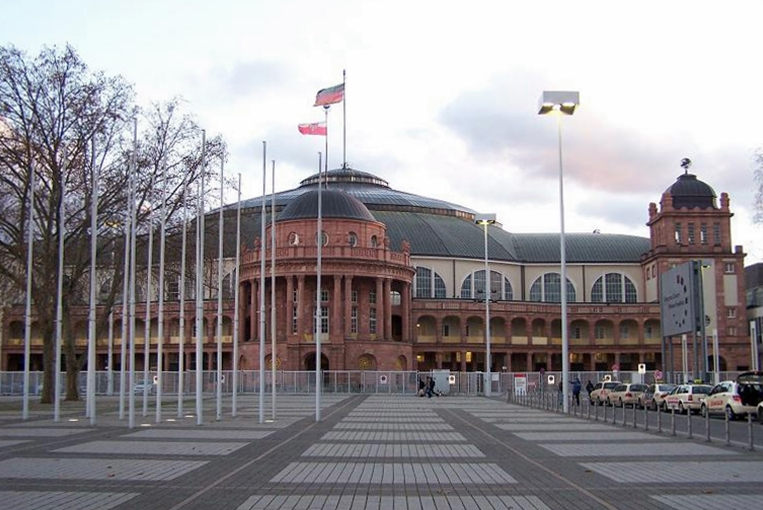
開幕於1903年的法蘭克福會展中心（德语：Festhalle (Frankfurt am Main)）
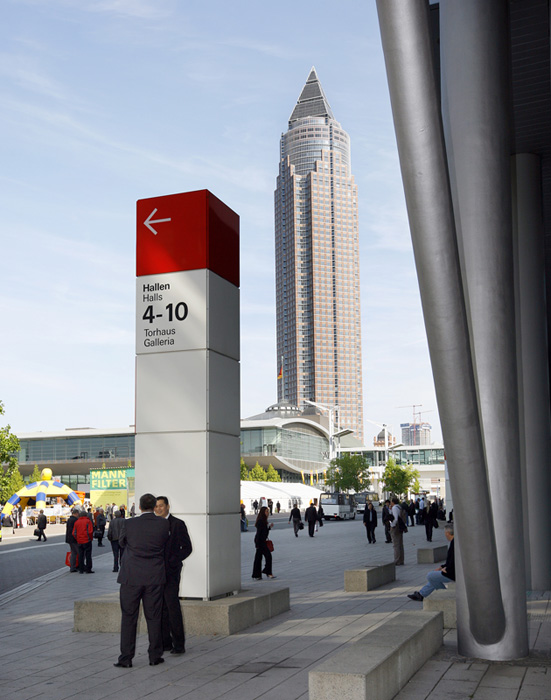
開幕於1990年的法蘭克福會展之塔
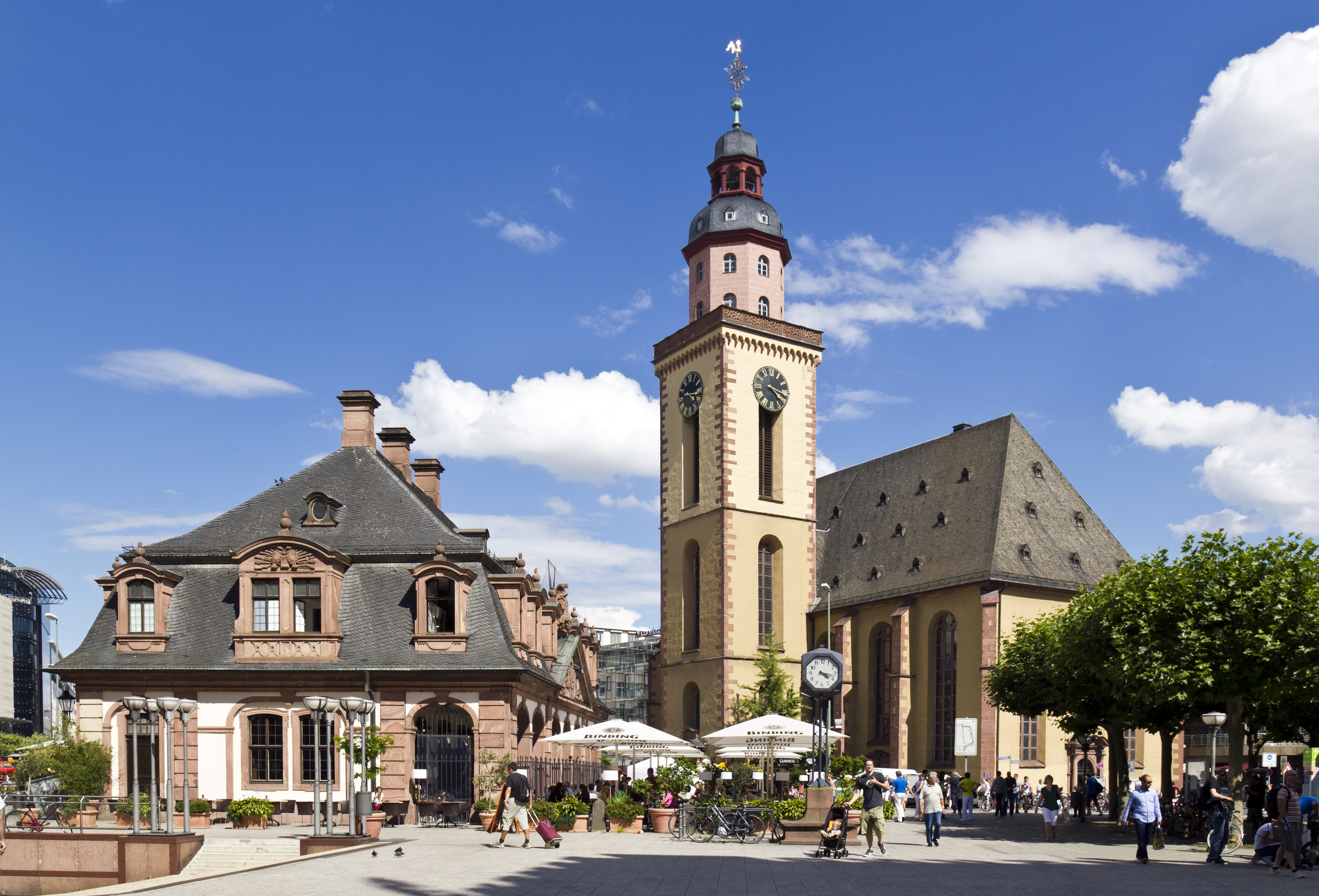
衛營廣場與聖凱瑟琳教堂 (法蘭克福)
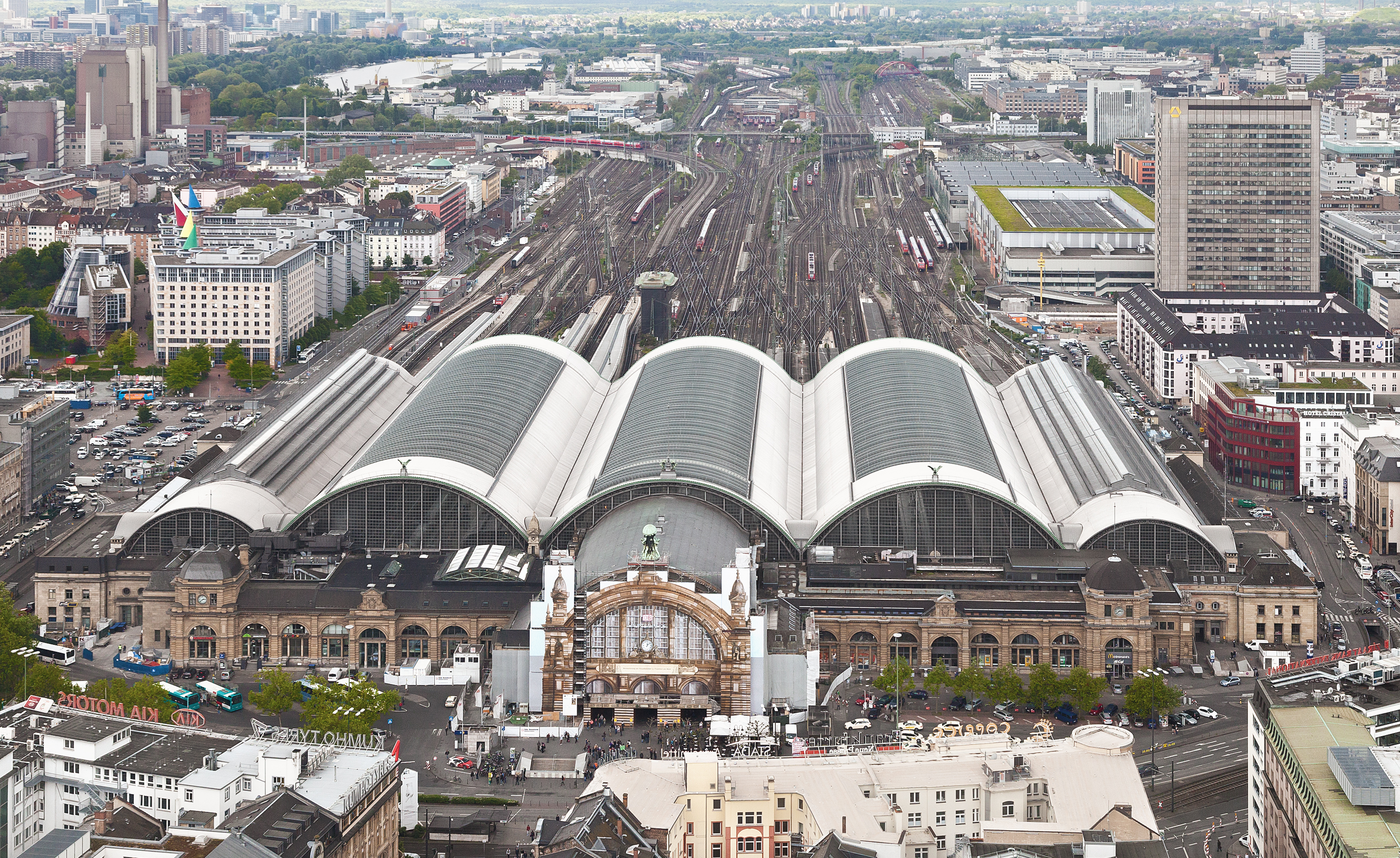
法蘭克福中央車站
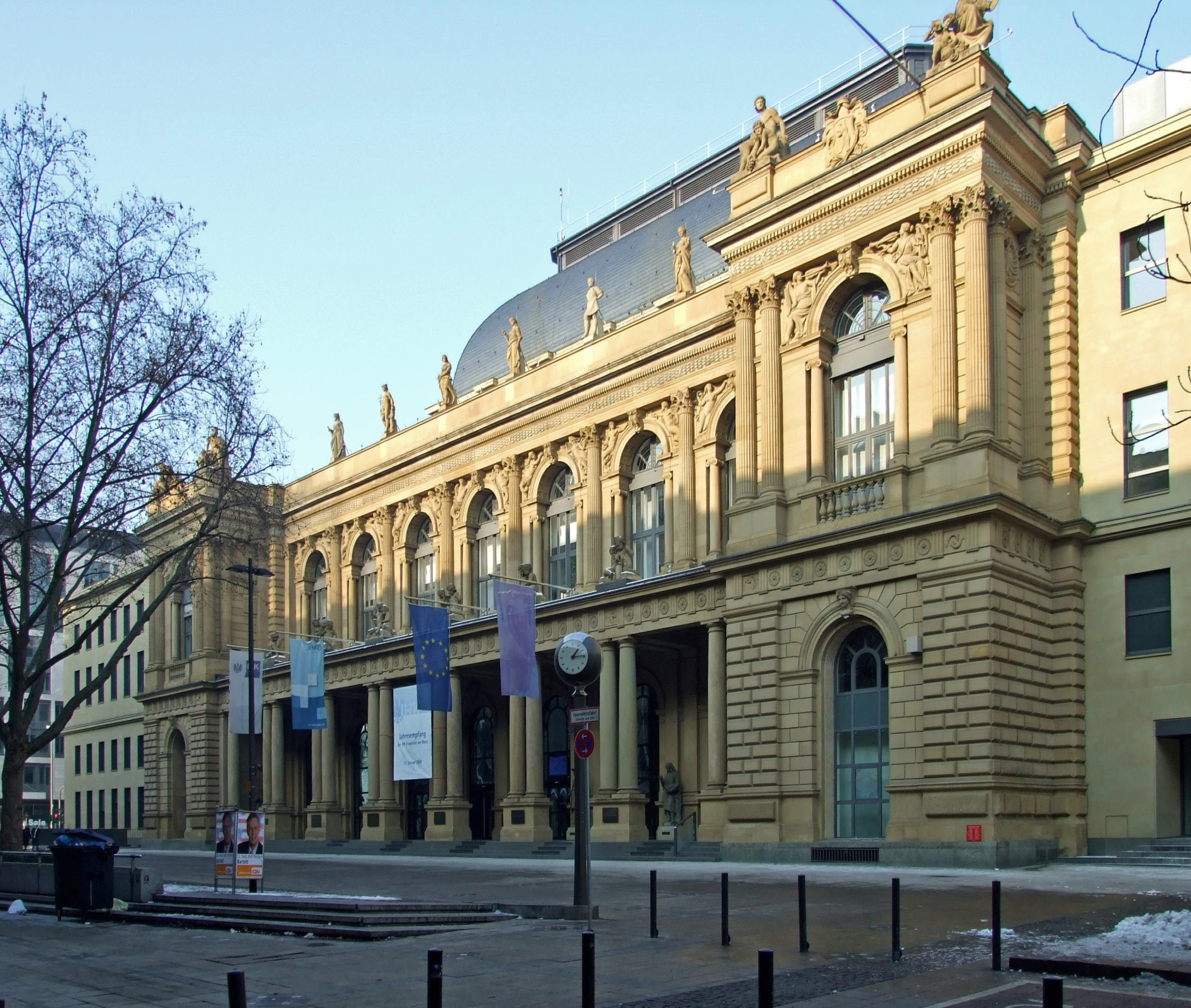
法蘭克福證券交易所
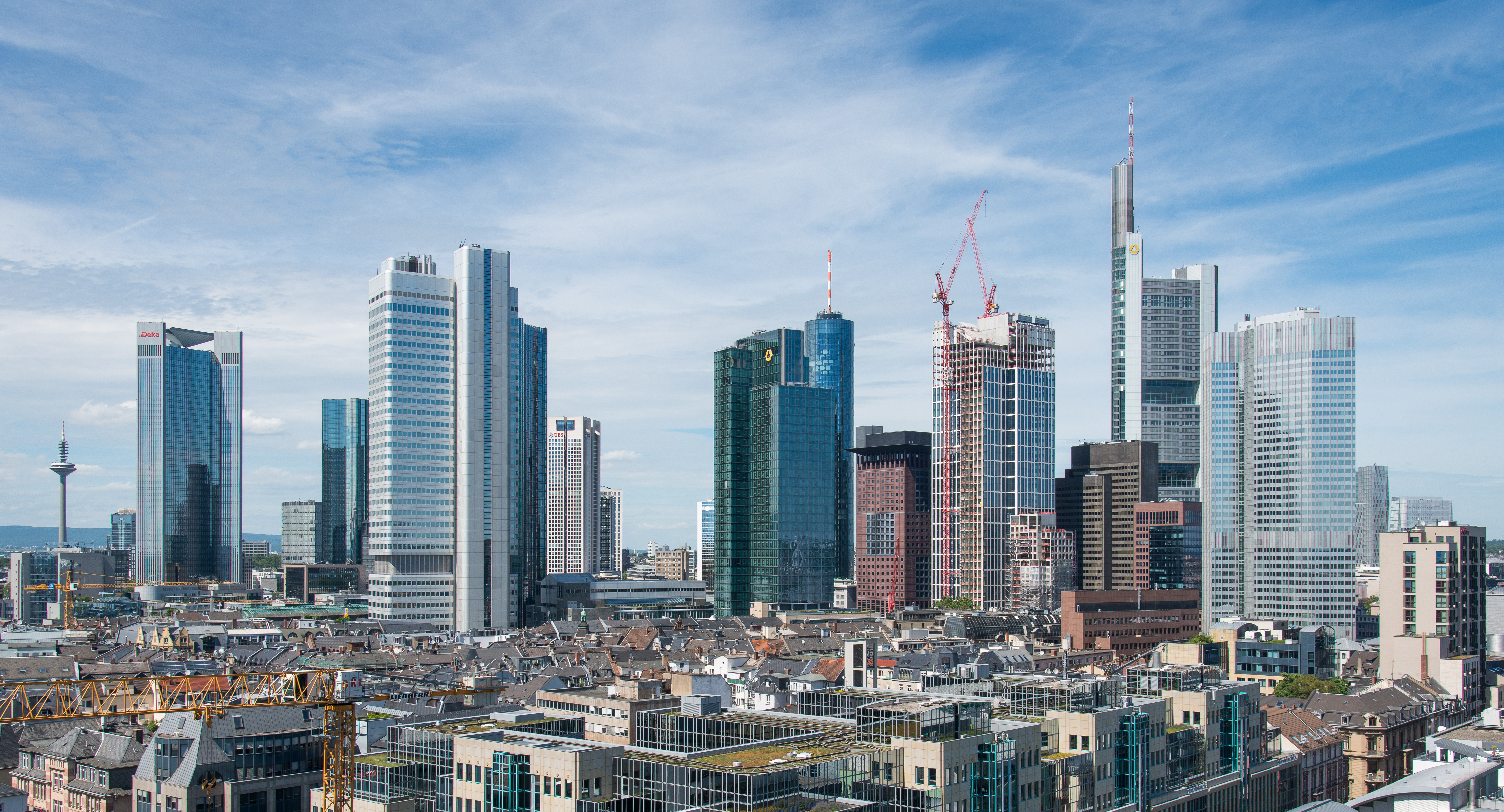
法蘭克福市中心的銀行區
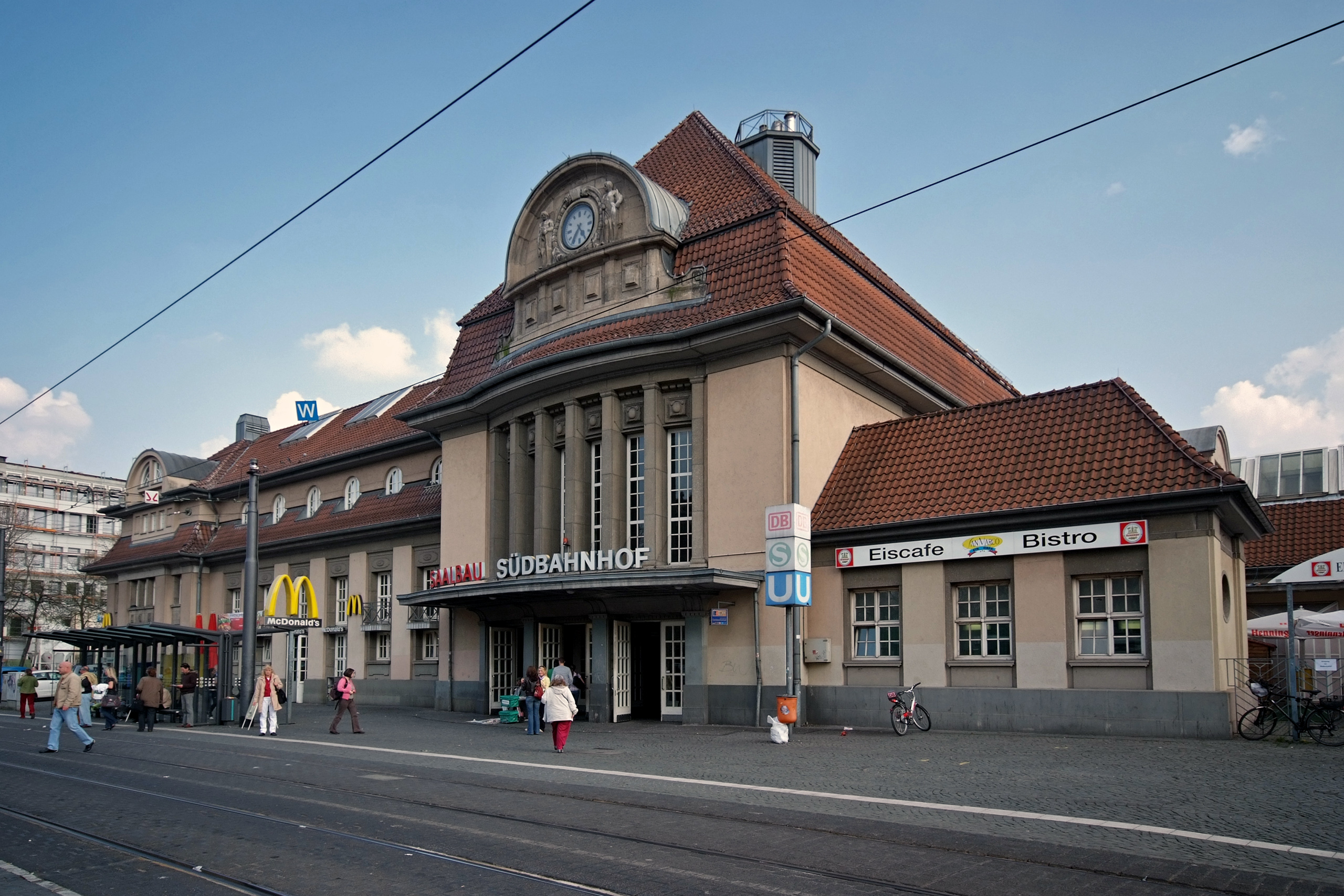
法蘭克福南站
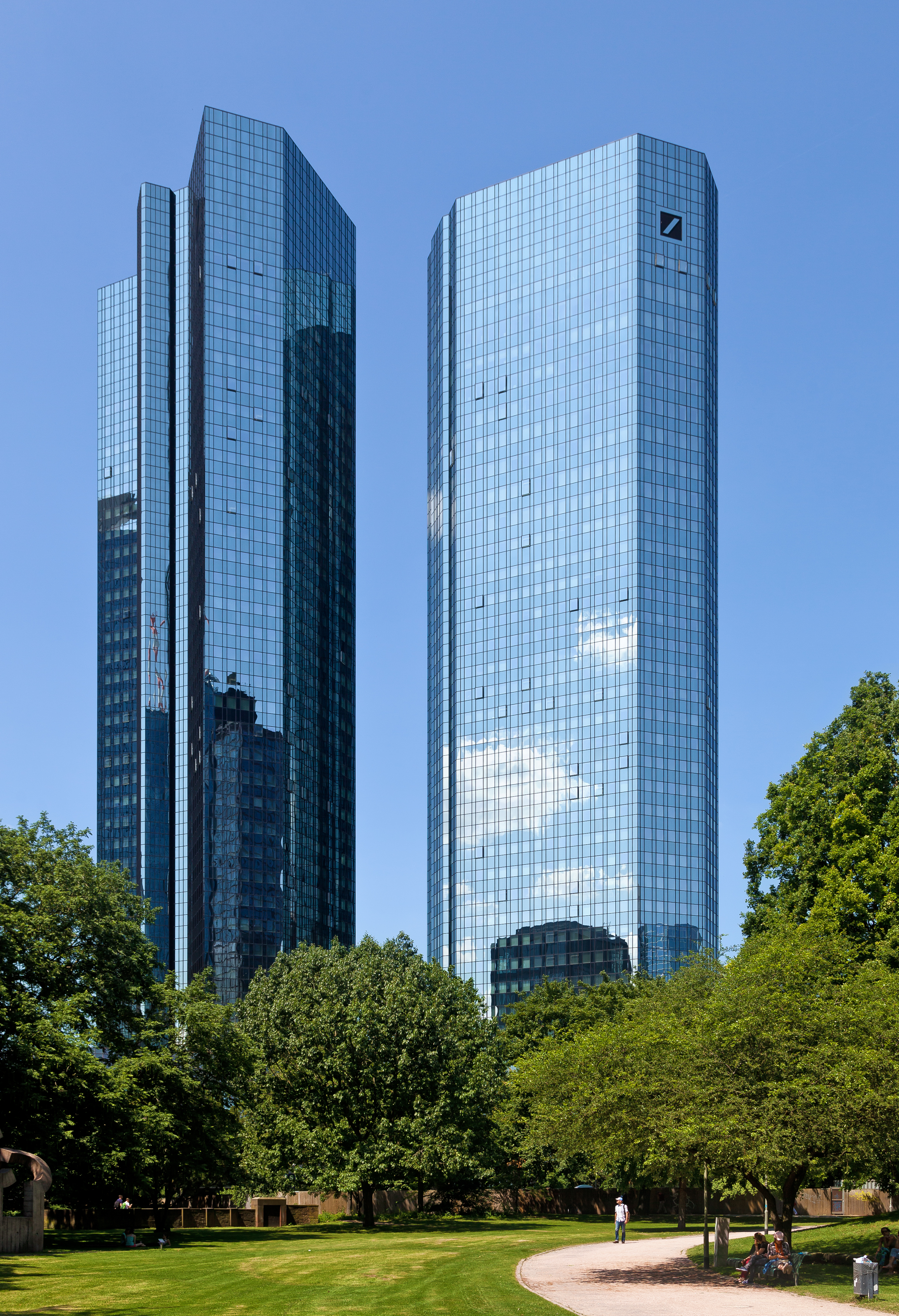
德意志銀行雙塔(金融區)
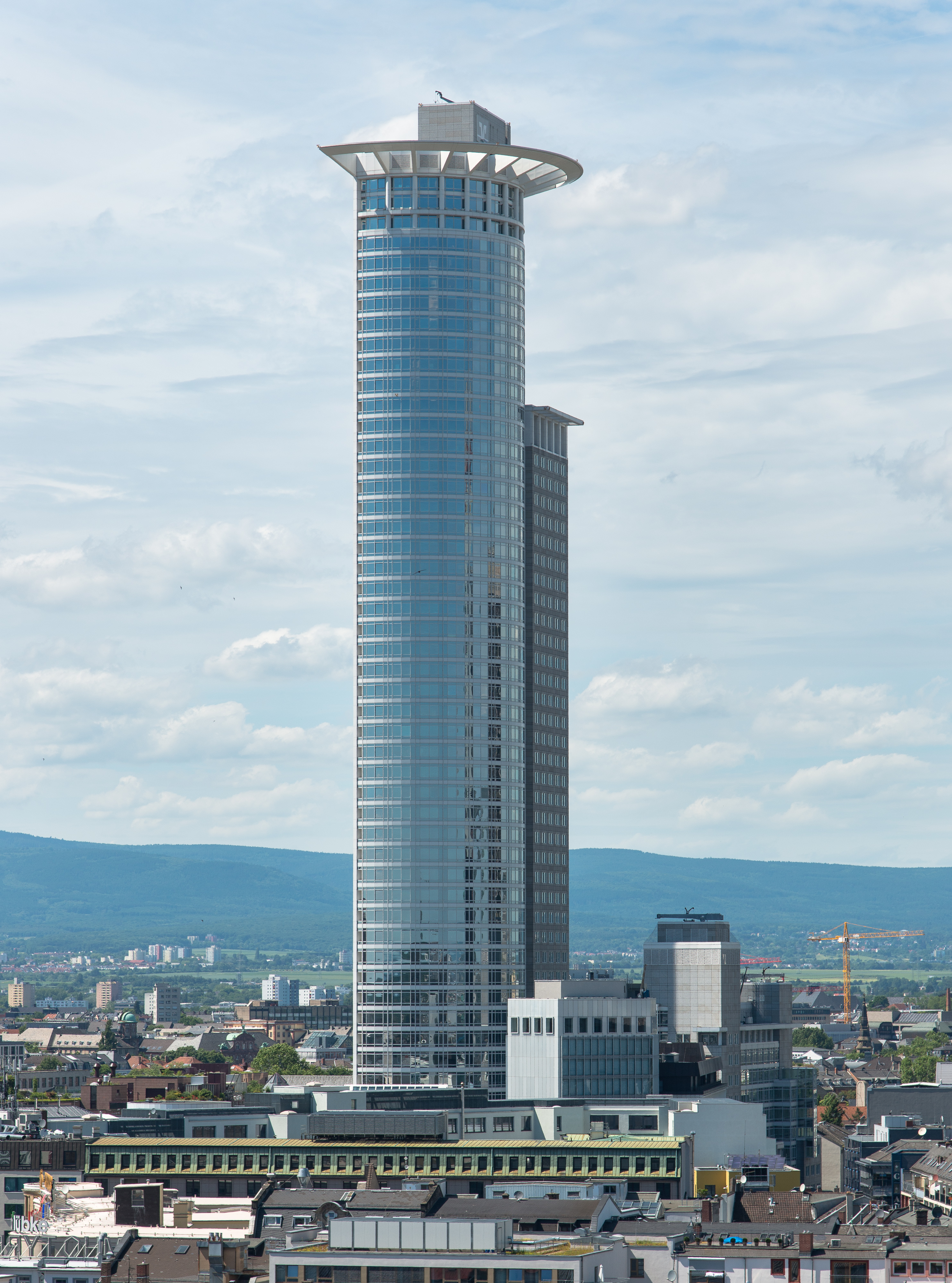
城西之塔（又稱皇冠大廈、城西大道一號）：德国中央合作银行(德国DZ银行)總部
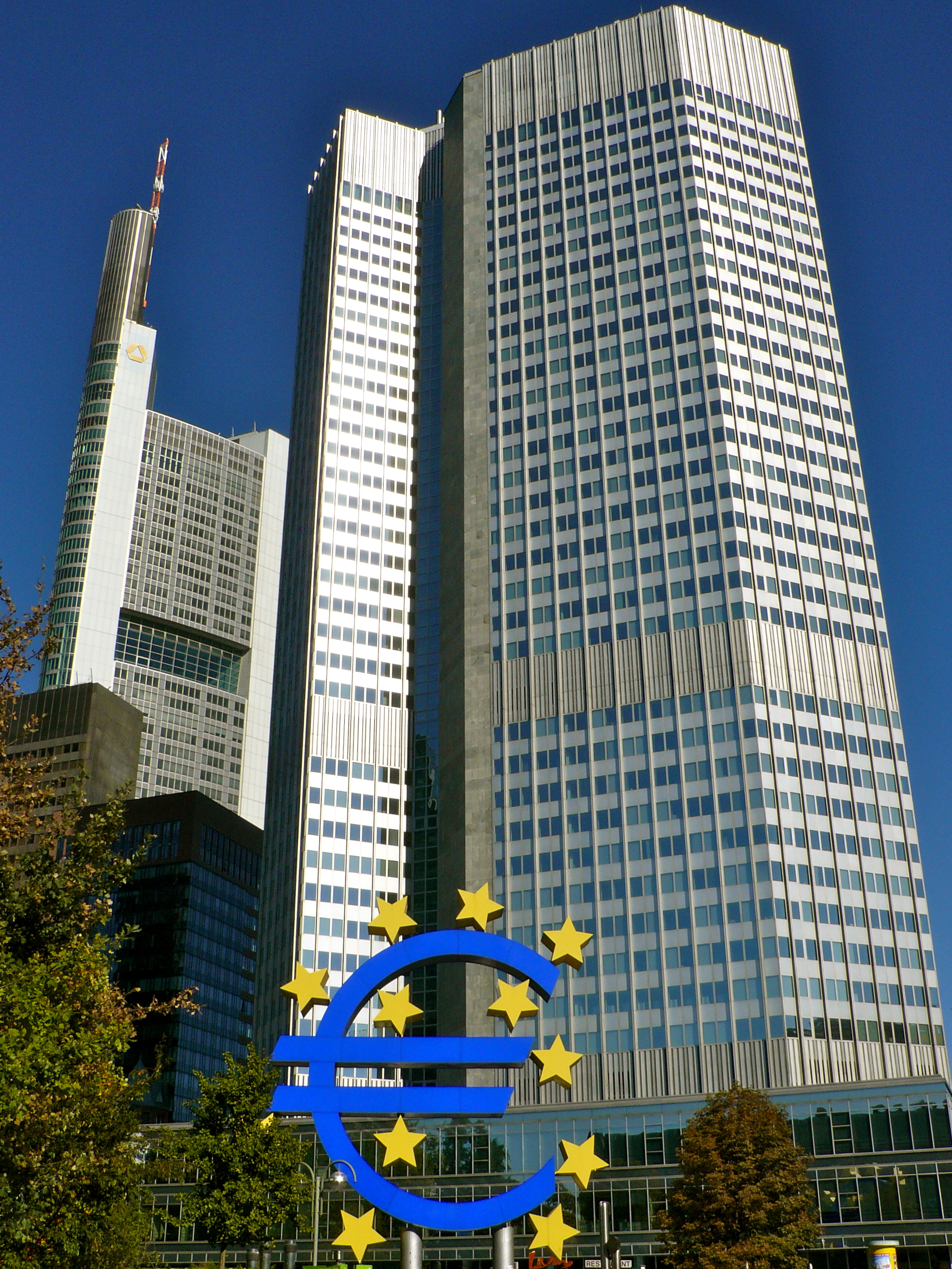
歐元塔 (法蘭克福)：歐洲央行總部舊大樓
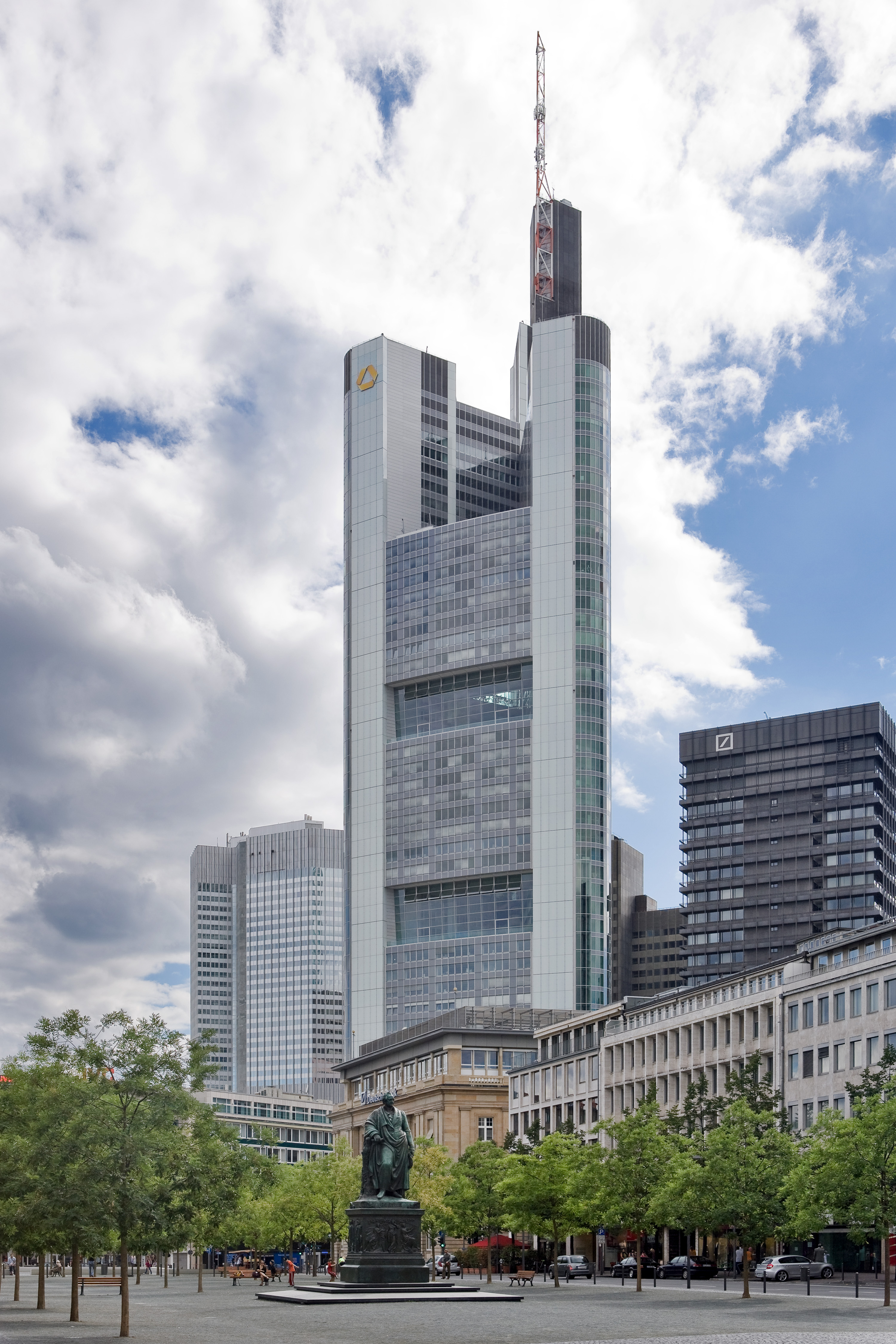
從歌德廣場上遠看商業銀行大廈
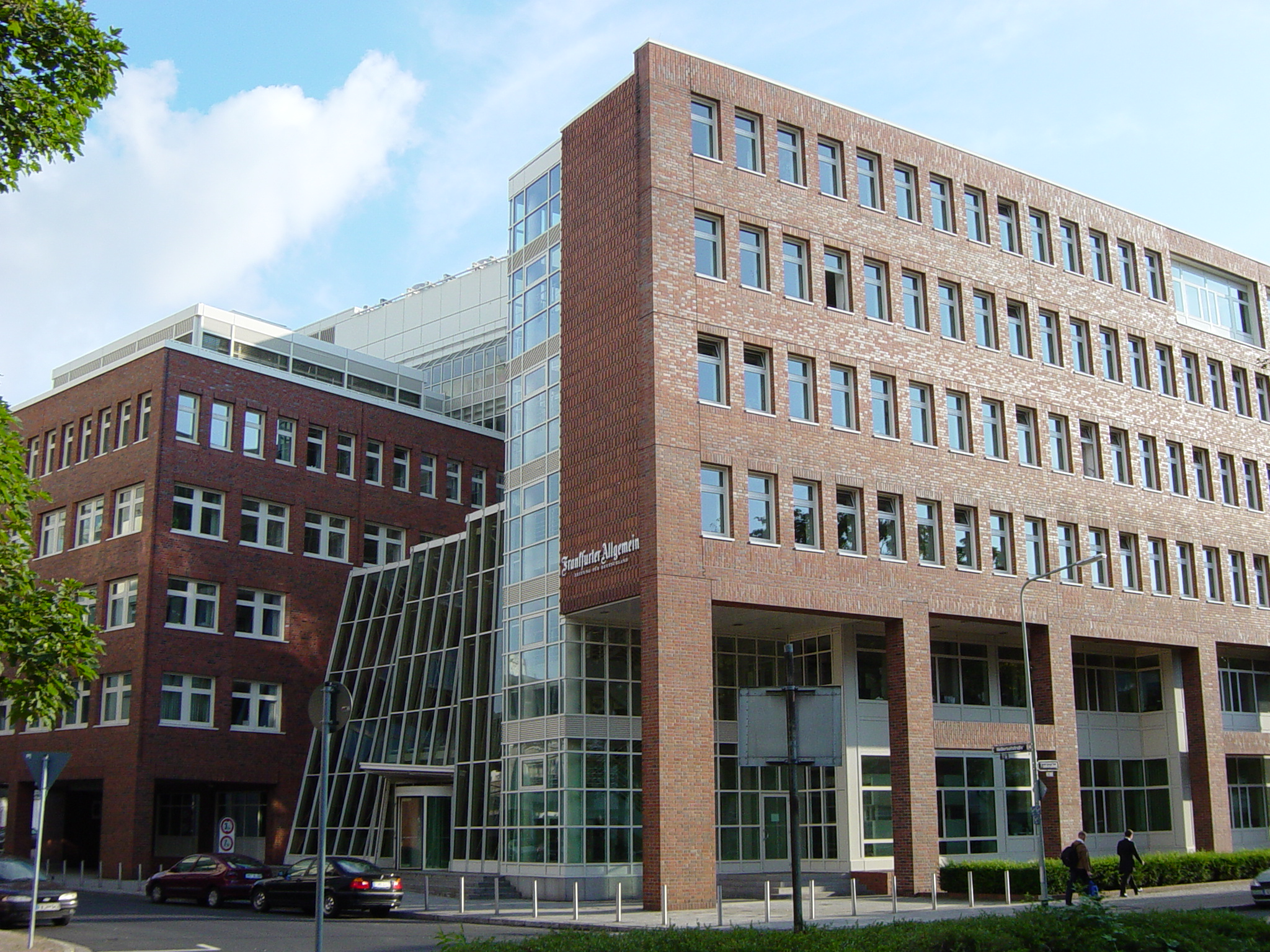
法蘭克福彙報總部
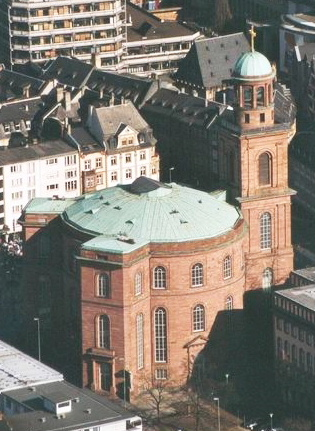
法兰克福圣保罗教堂，今日用作展会和活动场地
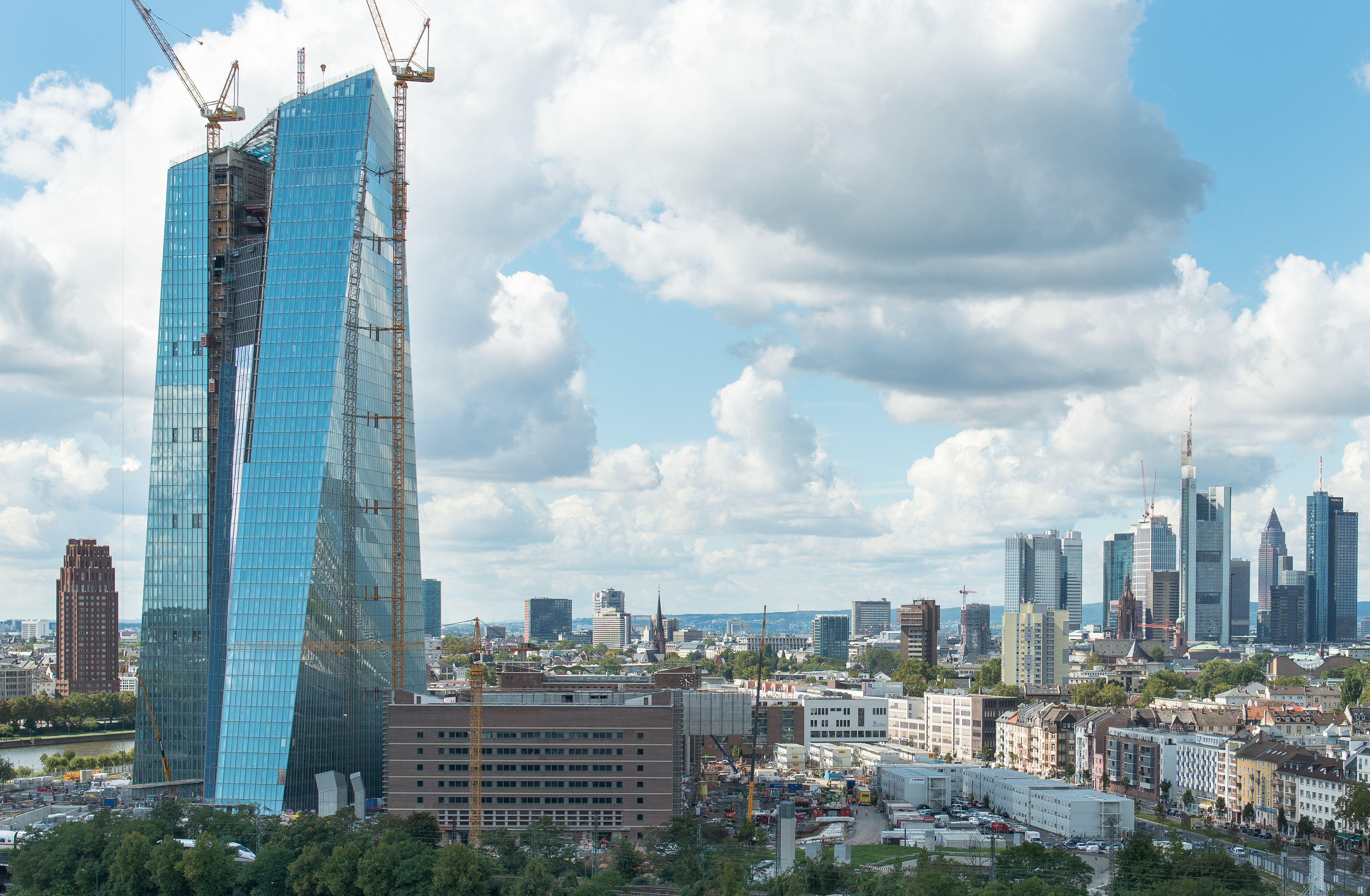
歐洲央行的新雙塔大樓和前綜合批發市場大廳，在後台可以看到法蘭克福天際線的一部分（2013年9月）
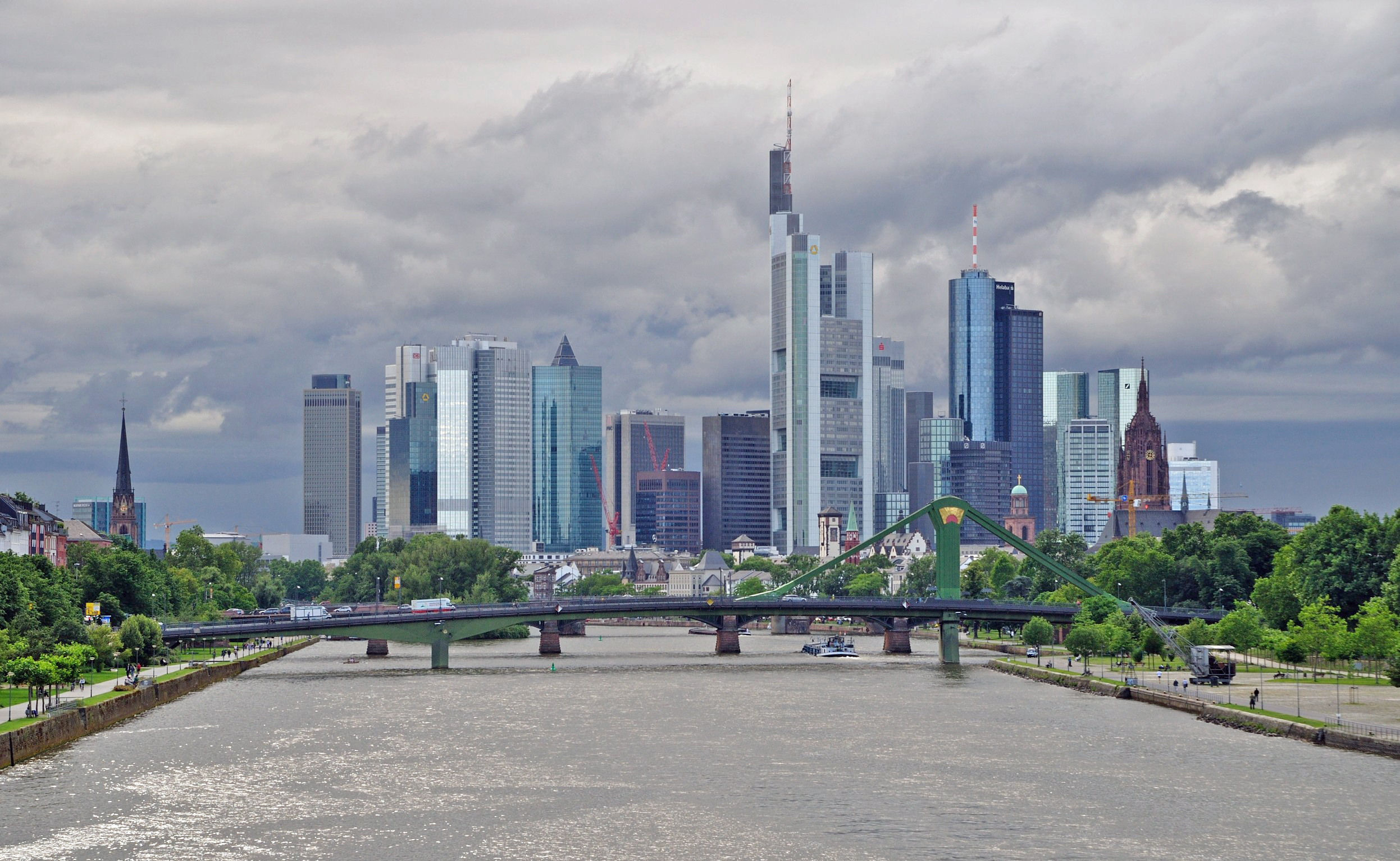
法蘭克福天際線
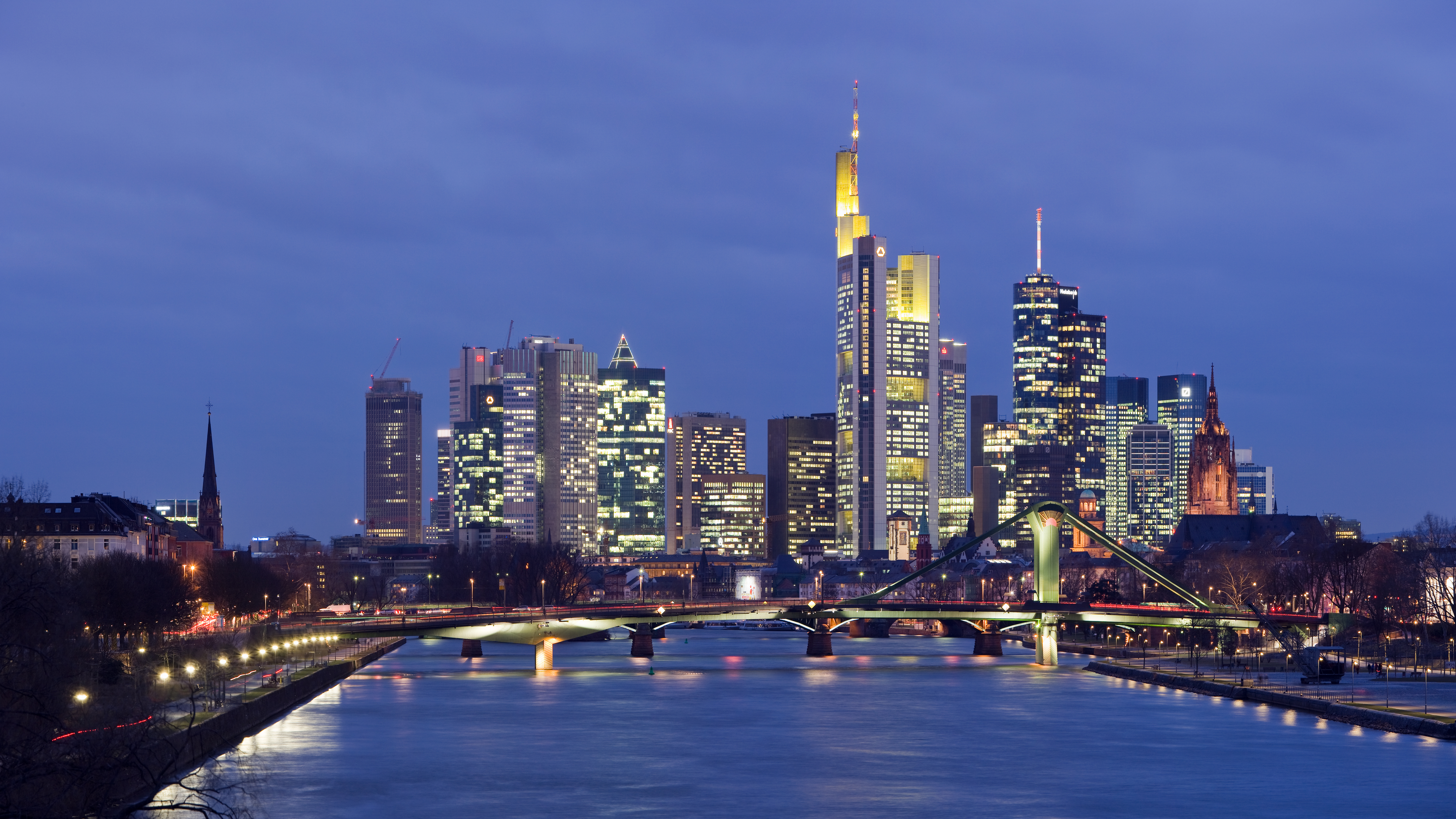
夜間法蘭克福天際線
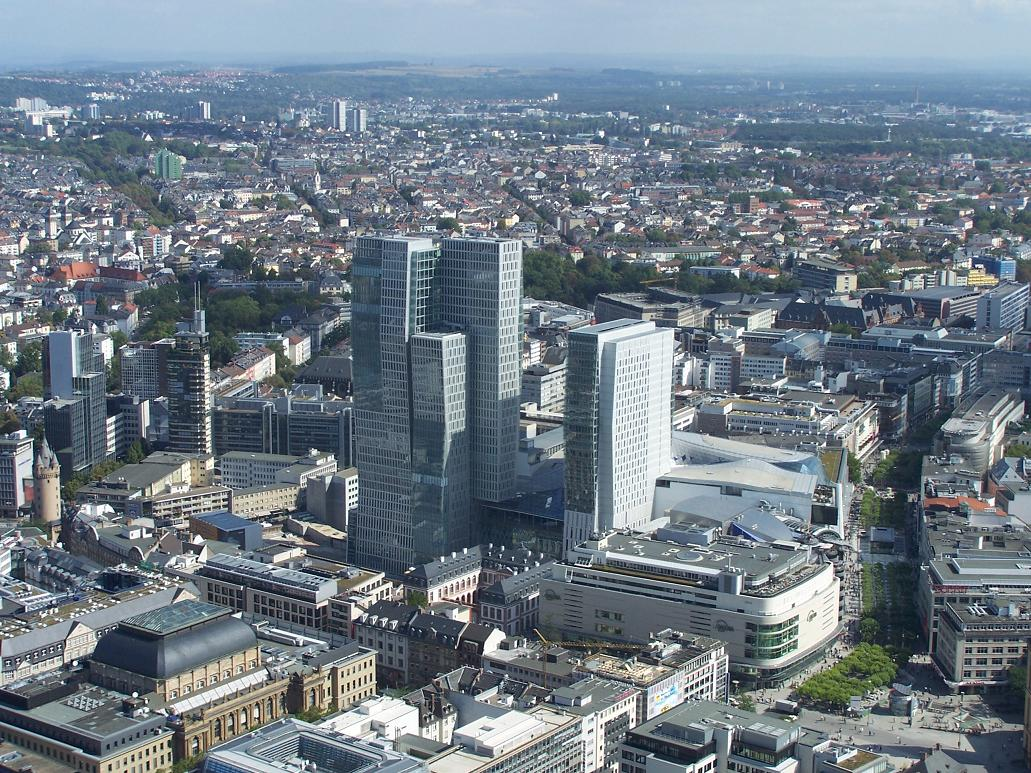
宮殿區（德语：Palais Quartier）
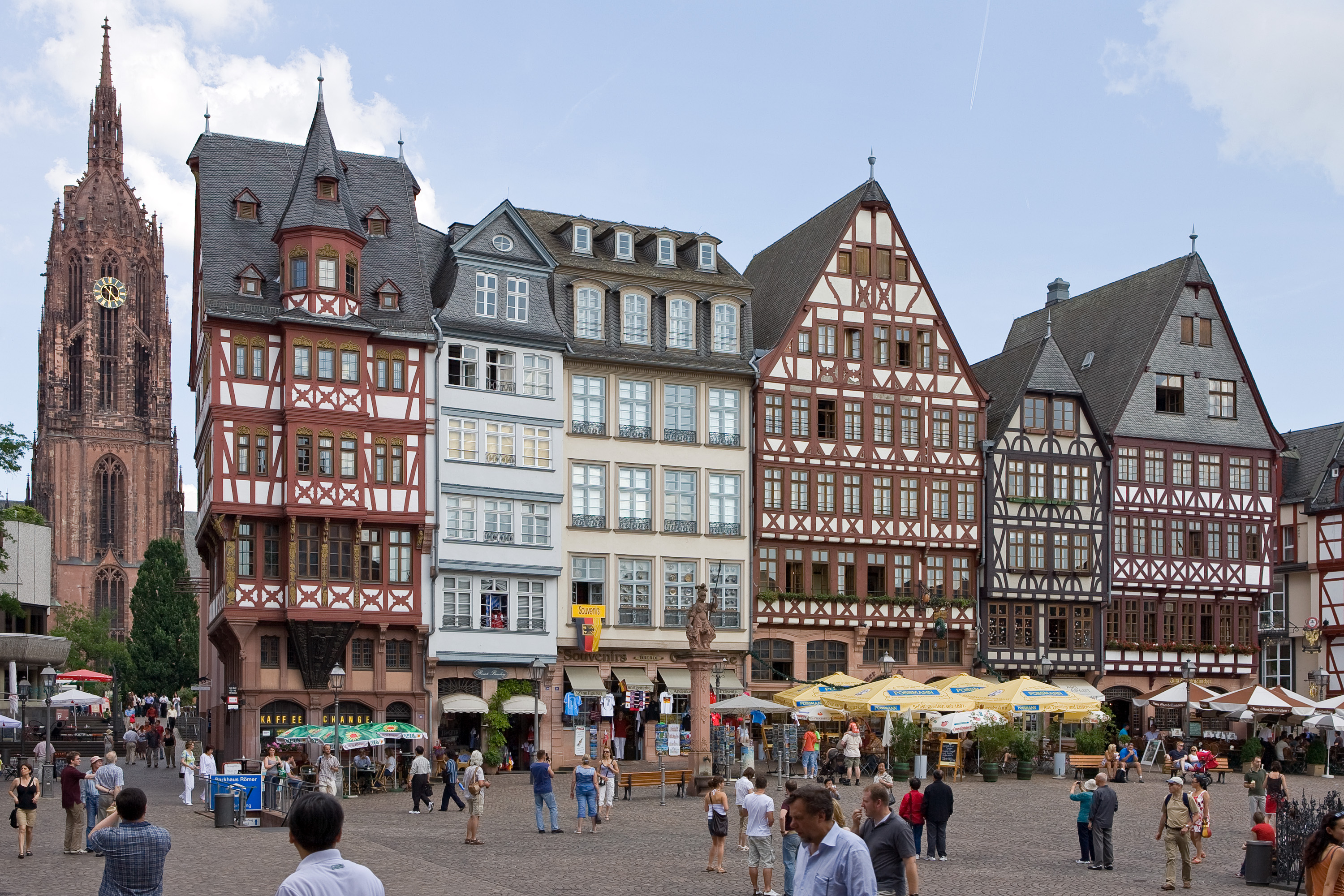
羅馬廣場，法蘭克福大教堂，老城區
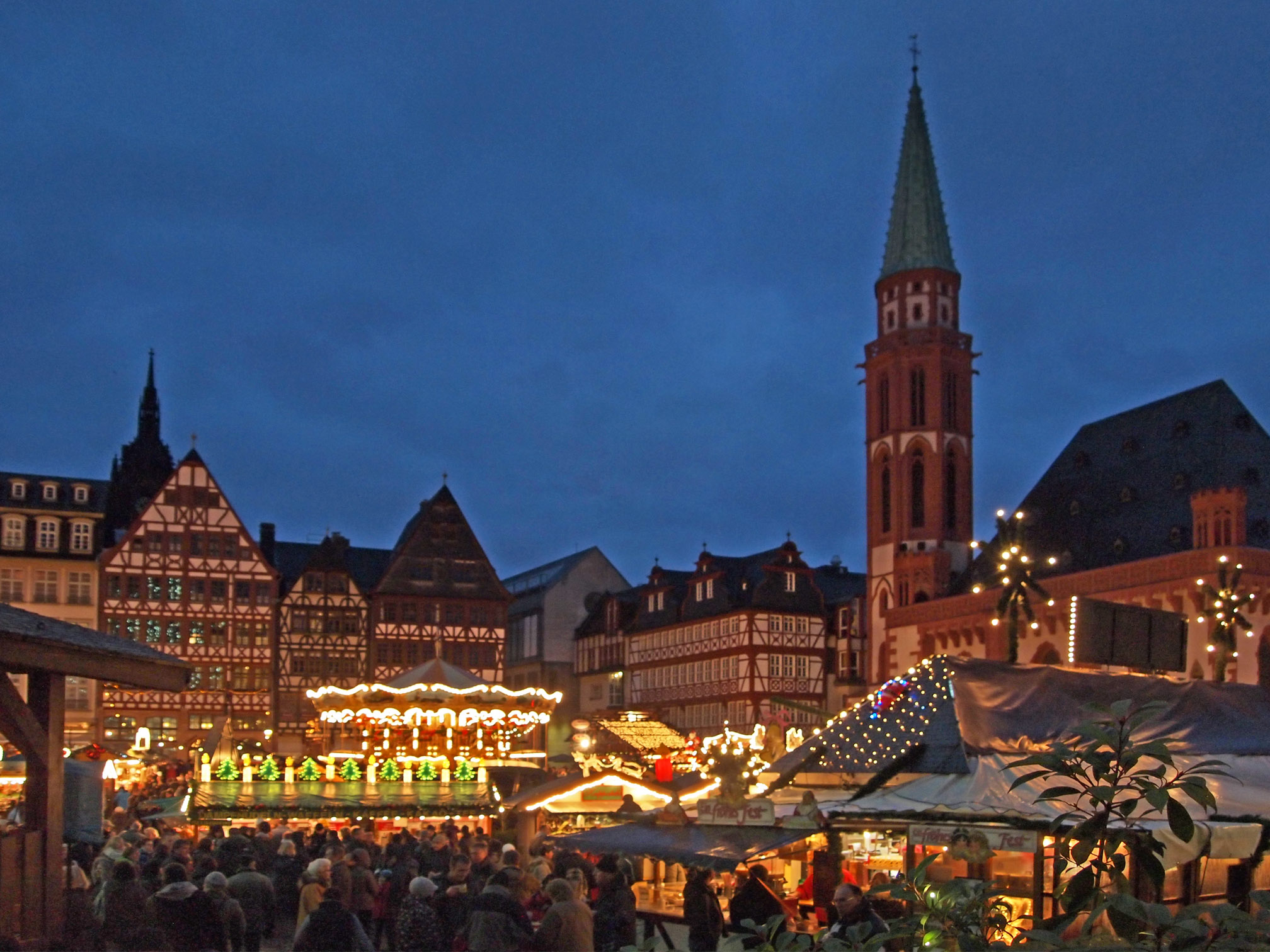
羅馬廣場夜間
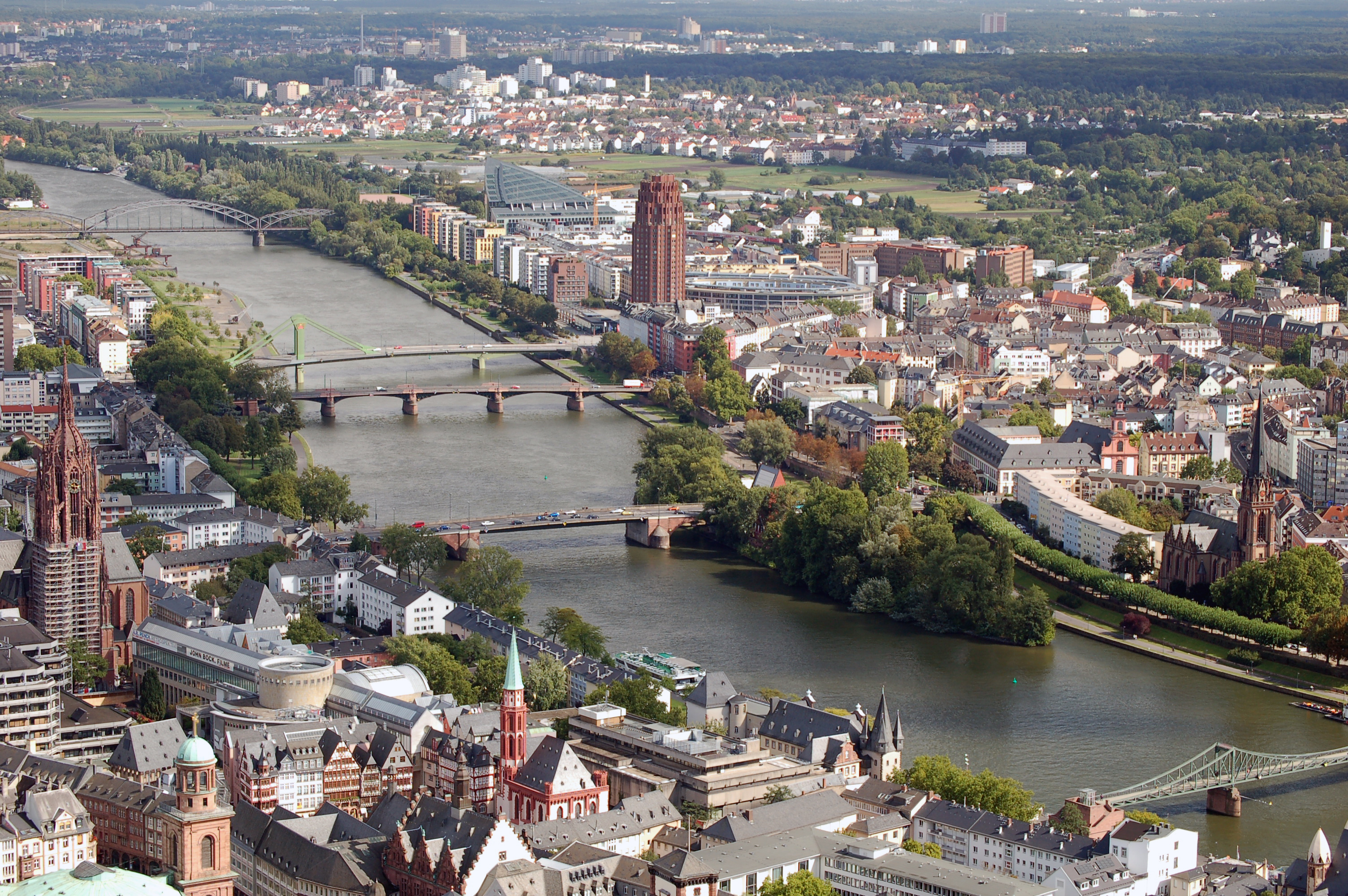
美因河上的橋樑
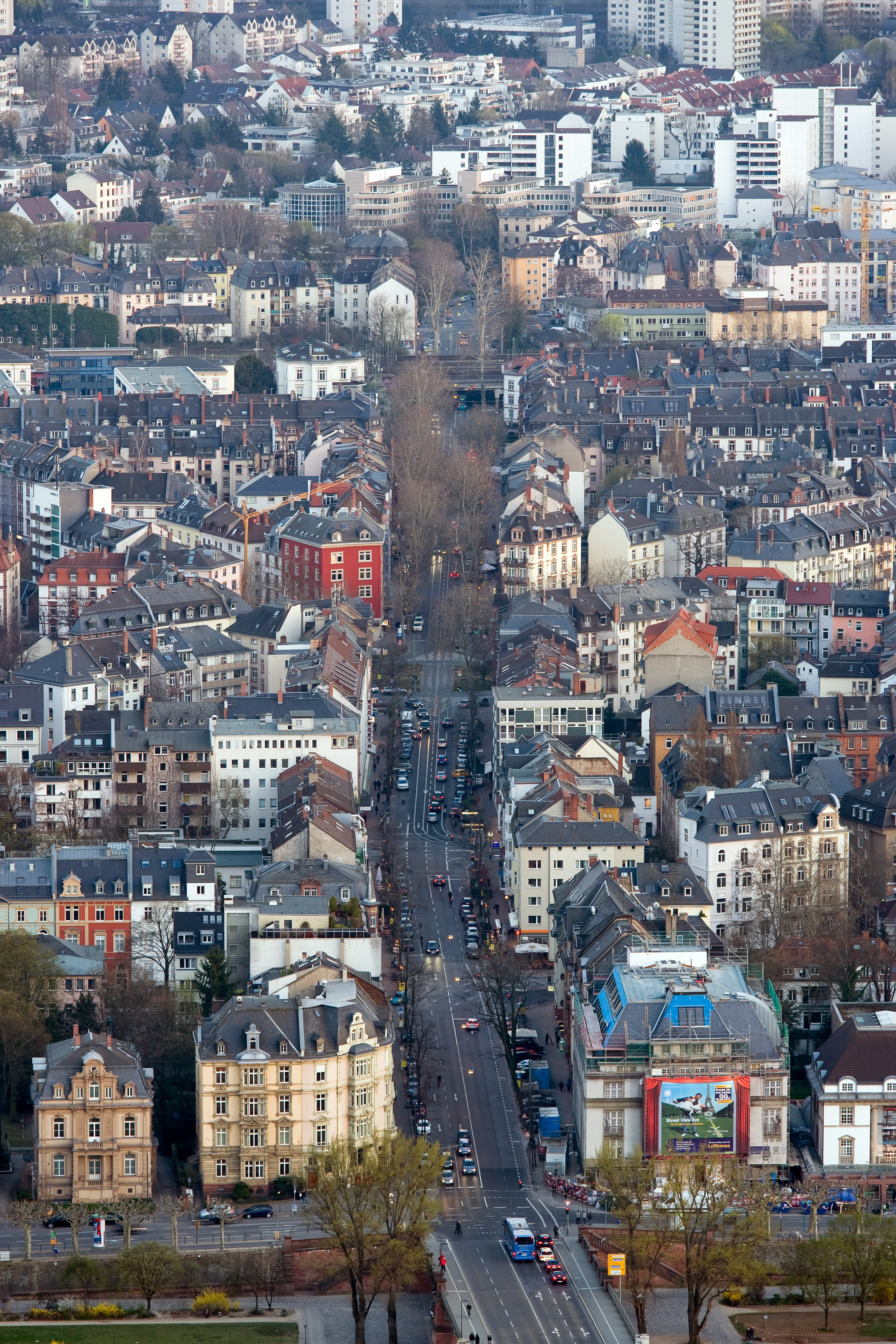
瑞士大道（2011年3月）
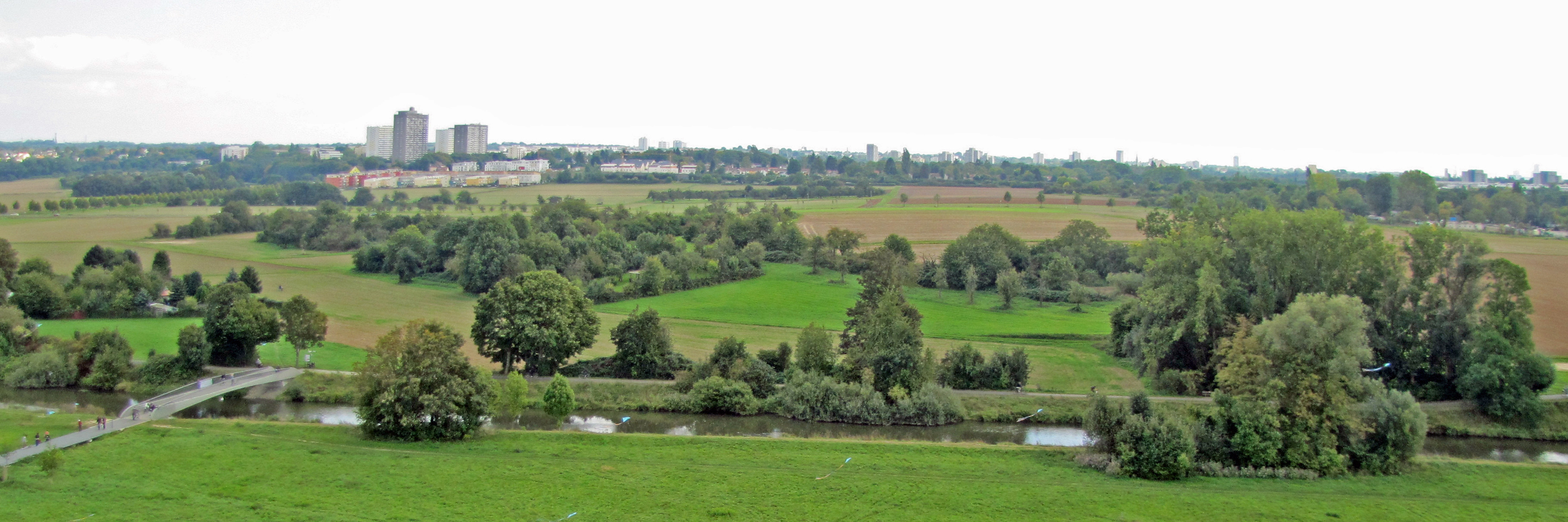
從尼達河畔眺望法蘭克福之丘（德语：Frankfurter Berg）

## 資料來源
1. ↑  . Statistik.Hessen. 2020-12-02  [2020-12-02]. （原始内容存档于2022-03-02） （德语）.
2. ↑  The FrankfurtRheinMain region – facts and figures 的存檔，存档日期31 January 2017. Retrieved 18 January 2017
3. ↑  Regional Monitoring 2015. Facts and Figures – FrankfurtRheinMain Metropolitan Region 的存檔，存档日期31 January 2017. Retrieved 18 January 2017
4. ↑  Elsbet Orth, Frankfurt am Main im Früh- und Hochmittelalter. In: Frankfurter Historische Kommission (Hrsg.): Frankfurt am Main – Die Geschichte der Stadt in neun Beiträgen. (= Veröffentlichungen der Frankfurter Historischen Kommission. Band XVII). Jan Thorbecke, Sigmaringen 1991, ISBN 3-7995-4158-6, S. 11.
5. ↑  .   [2018-10-31]. （原始内容存档于2018-10-31）.
6. ↑   (PDF).   [2014-05-11]. （原始内容 (PDF)存档于2014-10-22）.
7. ↑  Bevoelkerung in Hessen nach Gemeinden 的存檔，存档日期2016-09-21.，黑森统计局，2015年数据，2016-08-06查阅
8. ↑  .   [2014-05-11]. （原始内容存档于2017-08-18）.
9. ↑  .   [2014-05-11]. （原始内容存档于2021-04-22）.
10. ↑  .   [2014-05-11]. （原始内容存档于2015-01-09）.
11. ↑  .   [2014-05-11]. （原始内容存档于2014-02-20）.
12. ↑  .   [2015-04-20]. （原始内容存档于2015-05-06）.
13. ↑  .   [2015-04-20]. （原始内容存档于2021-03-15）.
14. ↑  .   [2015-04-20]. （原始内容存档于2021-03-15）.
15. ↑  . Frankfurter Allgemeine Zeitung. 2013-12-08  [2015-03-26]. （原始内容存档于2015-07-13）.
16. ↑  . Consulate General of the United States, Frankfurt.   [2015-03-24]. （原始内容存档于2015-03-16）.
17. ↑  David Farrar,  (pdf), State Magazine（英语：State Magazine）: p. 31, 2002  [2015-03-24], （原始内容存档 (PDF)于2019-05-04）